# اللغة العربية
ٱللُّغَةُ ٱلْعَرَبِيَّة هي أكثر اللغات السامية تحدثًا، وإحدى أكثر اللغات انتشاراً في العالم، يتحدثها أكثر من 467 مليون نسمة.(1) ويتوزع متحدثوها في الوطن العربي، بالإضافة إلى العديد من المناطق الأخرى المجاورة كالأحواز وتركيا وتشاد ومالي والسنغال وإرتيريا وإثيوبيا وجنوب السودان وإيران. وبذلك فهي تحتل المركز الرابع أو الخامس من حيث اللغات الأكثر انتشارًا في العالم، وهي تحتل المركز الثالث تبعًا لعدد الدول التي تعترف بها كلغة رسمية؛ إذ تعترف بها 27 دولة لغةً رسميةً، واللغة الرابعة من حيث عدد المستخدمين على الإنترنت. اللغةُ العربيةُ ذات أهمية قصوى لدى المسلمين، فهي عندَهم لغةٌ مقدسة إذ إنها لغة القرآن، وهي لغةُ الصلاة وأساسيةٌ في القيام بالعديد من العبادات والشعائرِ الإسلامية. العربيةُ هي أيضاً لغة شعائرية رئيسية لدى عدد من الكنائس المسيحية في الوطن العربي، كما كُتبَت بها كثير من أهمِّ الأعمال الدينية والفكرية اليهودية في العصور الوسطى. ارتفعتْ مكانةُ اللغةِ العربية إثْرَ انتشارِ الإسلام بين الدول إذ أصبحت لغة السياسة والعلم والأدب لقرون طويلة في الأراضي التي حكمها المسلمون. وللغة العربية تأثير مباشر وغير مباشر على كثير من اللغات الأخرى في العالم الإسلامي، كالتركية والفارسية والأمازيغية والكردية والأردية والماليزية والإندونيسية والألبانية وبعض اللغات الإفريقية الأخرى مثل الهاوسا والسواحيلية والتجرية والأمهرية والصومالية، وبعض اللغات الأوروبية وخاصةً المتوسطية كالإسبانية والبرتغالية والمالطية والصقلية؛ ودخلت الكثير من مصطلحاتها في اللغة الإنجليزية واللغات الأخرى، مثل أدميرال والتعريفة والكحول والجبر وأسماء النجوم. كما أنها تُدرَّس بشكل رسمي أو غير رسمي في الدول الإسلامية والدول الإفريقية المحاذية للوطن العربي.
العربية لغةٌ رسمية في كل دول الوطن العربي إضافة إلى كونها لغة رسمية في تشاد وإريتريا. وهي إحدى اللغات الرسمية الست في منظمة الأمم المتحدة، ويُحتفل باليوم العالمي للغة العربية في 18 ديسمبر كذكرى اعتماد العربية بين لغات العمل في الأمم المتحدة. وفي سنة 2011 صنفت بلومبيرغ بيزنس ويك اللغة العربية في المرتبة الرابعة من حيث اللغات الأكثر فائدة في الأعمال التجارية على مستوى العالم. وفي 2013 نشر المجلس الثقافي البريطاني تقريرًا مفصلاً عن اللغات الأكثر طلباً في المملكة المتحدة تحت عنوان "لغات المستقبل" وتبين أن العربية تحتل المرتبة الثانية على مستوى العالم وفي عام 2017 احتلت المرتبة الرابعة. فيما يخص اللغات الأكثر جنيًا للأرباح في بريطانيا تأتي العربية في المرتبة الثانية وفقًا للمنظمة.
تحتوي اللغة العربية 28 حرفاً مكتوباً. ويرى بعضُ اللغويين أنه يجب إضافة حرف الهمزة إلى حروف العربية، ليصبحَ عدد الحروف 29. تُكتب العربية من اليمين إلى اليسار - ومثلها اللغة الفارسية والعبرية على عكس كثير من اللغات العالمية - ومن أعلى الصفحة إلى أسفلها.

## الأسماء
- «لغة القرآن» بما أن القرآن نزل باللغة العربية، فقد أُطلق اسم اللغة عليه.
- «لغة الضاد» هو الاسم الذي يُطلقه العرب على لغتهم، فالضاد حرف يختص به العرب، ولا يوجد في كلام العجم إلا في القليل.[21][22][23] ولذلك قيل في قول أَبي الطيب المتنبي: وبِهِمْ فَخرُ كلِّ مَنْ نَطَقَ الضَّادَوعَوْذُ الجاني وغَوْثُ الطَّريدِ

حيث ذهب به إلى أنها للعرب خاصة. غير أن الضاد المقصودة هنا ليست الضاد المعروفة والمستخدمة اليوم في دول مثل جمهورية مصر العربية، وهي دال مفخمة، وهي التي لا تُستحسن قراءة القرآن أو الشعر العربي بها، أما الضاد العربية القديمة فهي صوتٌ آخر مزيجٌ بين الظاء واللام، واندمج هذا الصوت مع الظاء في الجزيرة العربية. ولأن الظاء هي ذال مفخمة، أي أنها حرف ما - بين - أسناني، فقد تحولت بدورها في الحواضر إلى دال مفخمة كتحول الثاء إلى تاء والذال إلى دال، وصارت هذه الدال المفخمة هي الضاد الحديثة. فالدال المفخمة ليست خاصة بالعربية، بل هي في الواقع موجودة في لغات كثيرة. وهي ليست الضاد الأصلية التي كان يعنيها المتنبي وابن منظور صاحب لسان العرب وغيرهم.

## تصنيفها

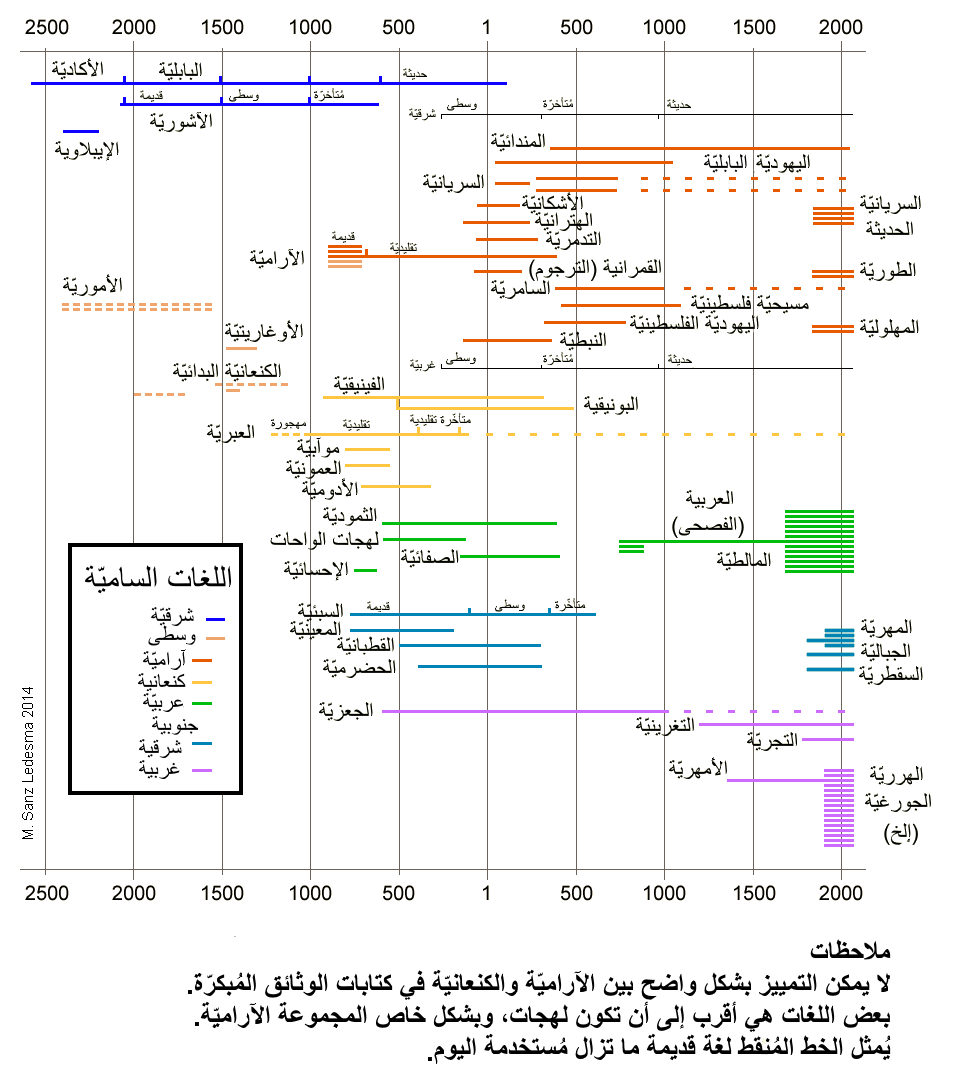
التسلسل الزمني للغات السامية.

تنتمي اللغة العربية إلى أسرة اللغات السامية المتفرعة من مجموعة اللغات الإفريقية الآسيوية. وتضم مجموعة اللغات السامية لغات حضارة الهلال الخصيب القديمة، مثل الأكادية والكنعانية والآرامية واللغة الصيهدية (جنوب الجزيرة العربية) واللغات العربية الشمالية القديمة وتشترك في صلاتها مع اللغة المصرية القديمة وبعض لغات القرن الإفريقي كالأمهرية. وعلى وجه التحديد، يضع اللغويون اللغة العربية في المجموعة السامية الوسطى من اللغات السامية الغربية.
والعربية من أحدث هذه اللغات نشأة وتاريخاً، ولكن يعتقد البعض أنها الأقرب إلى اللغة السامية الأم التي انبثقت منها اللغات السامية الأخرى، وذلك لاحتباس العرب في جزيرة العرب فلم تتعرض لما تعرضت له باقي اللغات السامية من اختلاط. ولكن هناك من يخالف هذا الرأي بين علماء اللسانيات، حيث إن تغير اللغة هو عملية مستمرة عبر الزمن والانعزال الجغرافي قد يزيد من حدة هذا التغير حيث يبدأ نشوء أيّة لغة جديدة بنشوء لهجة جديدة في منطقة منعزلة جغرافياً. بالإضافة لافتراض وجود لغة سامية أم لا يعني وجودها بالمعنى المفهوم للغة الواحدة بل هي تعبير مجازي قصد به الإفصاح عن تقارب مجموعة من اللغات  فقد كان علماء اللسانيات يعتمدون على قرب لغة وعقلية من يرونه مرشحاً لعضوية عائلة اللغات السامية وبُنيت دراساتهم على أسس جغرافية وسياسية وليس على أُسس عرقية ولا علاقة لها بنظرة التوراة لأبناء سام وكثرة قواعد اللغة العربية ترجح أنها طرأت عليها في فترات لاحقة وأنها مرت بأطوار عديدة مما يضعف فرضية أن هذه اللغة أقرب لما عُرف اصطلاحاً باللغة السامية الأم هذه، ولا توجد لغة في العالم تستطيع الادعاء أنها نقية وصافية من عوامل ومؤثرات خارجية 
| 1 | لغات سامية  |     |               |       |             |
|   | ┤──────     | ─── | ───────       | ────  | ┌           |
| 2 | سامية شرقية |     |               | 3     | سامية غربية |
|   |             |     | ┐──────       | ───── | ├           |
|   |             | 4   | وسطى          | 5     | جنوبية      |
|   |             |     | ⎟             |       |             |
|   |             | 6   | شمالية غربية  |       |             |
|   |             |     | ⎟             |       |             |
|   |             | 7   | لغات عربية    |       |             |
|   |             |     | ⎟             |       |             |
|   |             | 8   | اللغة العربية |       |             |

## تاريخها

### نشأتها
هنالك العديد من الآراء حول أصل العربية لدى قدامى اللغويين العرب، منها أن اللغة العربية أقدم من العرب أنفسهم فقالوا أنها لغة آدم في الجنة، ولعب التنافس القبلي في عصر الخلافة العباسية دوراً كبيراً في نُشوء هذه النظريات، فزعم بعضهم أن يعرب بن قحطان كان أول من تكلم هذه العربية، وفريق ذهب أن إسماعيل هو أول من تكلم بها، واستشهدوا لقولهم هذا بالقرآن الكريم والأحاديث النبوية والواقع الحي ،(2)، الدراسات العلمية الحديثة أكدت أن العربية والعبرية والسيرانية (اللغات السامية الوسطى) تنحدر من أصل لغوي واحد، وعثر في مواضع مُتعدّدة في شمال شبه الجزيرة العربية كذلك على كتابات قديمة بلغات متباينة اختلاف بسيط عن عربية القرآن أو الشعر الجاهلي ولم يهتم اللغويون العرب القدماء باللغات السامية الجنوبية بشقيها الشرقي والغربي واعتبروها لغات «رديئة»، فقد اعتبروا اللغة العربية لغة قريش هي الأصل رغم أن تلك اللغات السامية الجنوبية قد تكون أقدم من العربية التي تكلمت بها قريش.
وبعضهم كان يرى أن دراسة وبحث تلك اللغات واللهجات مضيعة للوقت وإحياءً للجاهلية  فقد كانوا مُدركين أن ألسنة العرب متباينة ومختلفة، فقد قال محمد بن جرير الطبري:
ومنهم من يرى أنها لغة قريش خاصة ويؤيد هذا الرأي أن أقدم النصوص المتوفرة بهذه اللغة هو القرآن والنبي محمد قُرشي وأول دعوته كانت بينهم وهو الرأي الذي أجمع عليه غالب اللغويين العرب القدماء  ومنهم من يرى أنها لهجة عربية تطورت في مملكة كندة في منتصف القرن السادس الميلادي بسبب إغداق ملوك تلك المملكة المال على الشعراء فأدى لتنافسهم وتوحد لهجة شعرية بينهم وهم أقدم من قريش  وأيد ذلك العديد من المستشرقين فرجّحوا وجود ما أسموه بـ«اللغة العالية» وهي لغة شعرية خاصة بالإضافة للهجات محلية فاعتبروا تلك اللغة لغة رفيعة تظهر مدارك الشاعر وثقافته أمام الملك  والرأي القائل أنها لغة قريش أقوى لأن أقدم النصوص بهذه اللغة هو القرآن فالشعر الجاهلي، إن كان جاهليًا حقًا، دُوّن بعد الإسلام ولا يملك الباحثون نسخة أصلية لمُعلّقة أو قصيدة جاهلية ليُحدّد تاريخها بشكل دقيق.
توجه العلماء الأقدمون إلى القول بأن مكة كانت «مهوى أفئدة العرب» وأنهم كانوا يعرضون لغتهم على قريش وأن تلك القبيلة كانت تختار الأصلح فتأخذه وتترك الرديء حتى غلبت لغتهم شبه الجزيرة بكاملها قبل الإسلام. يٌفنّد هذا الرأي الكتابات التي لا تبعد عن الإسلام بكثير وهي مكتوبة بلهجة مختلفة عن عربية القرآن فلم يُعثر على دليل أو أثر أن أحدًا من العرب قٌبيل الإسلام دوّن بهذه اللغة وأقرب الكتابات لها هي خمسة نصوص كُتبت بعربية نبطية وهي لغة مُتحكمة في أسلوبها وقواعدها والكثرة الغالبة من كلماتها تمنعها أن تعد في عداد عربية القرآن. وسيادة اللغة ترتبط غالبًا بسيادة سياسية ولا يوجد دليل قطعي على هذه السيادة القُرشية على القبائل قبل الإسلام فقد كانت العرب قبل الإسلام تعدّ قريشًا تُجّارًا وليسوا مقاتلين  ويُرجّح عدد من الباحثين أن كل الوارد أنها لهجة قريش كان من باب تفضيل النبي محمد أو هو نتاج التنافس بين الأنصار والمهاجرين،  ولم يرد في القرآن أنها لغة قريش بل وردت آيات تحدي أن يأتوا بمثله  فهذا التحدي أن يأتوا بمثله وبنفس لسانه «العربي المبين» دليل أنه أكمل الألسنة العربية وليس لسان بعض العرب على غيرهم بل إن المسلمين يعدّون القرآن معجزة بحد ذاتها. أما أصل هذه اللغة ففيه اختلاف بين العلماء فكل الوارد عن أنها لهجة قريش سببه عدم العثور على أثر يسبق الإسلام مُدوّن بهذه اللغة ومصدر الباحثين الوحيد هو المصادر الإسلامية لاستنباط رأي علمي مقبول.

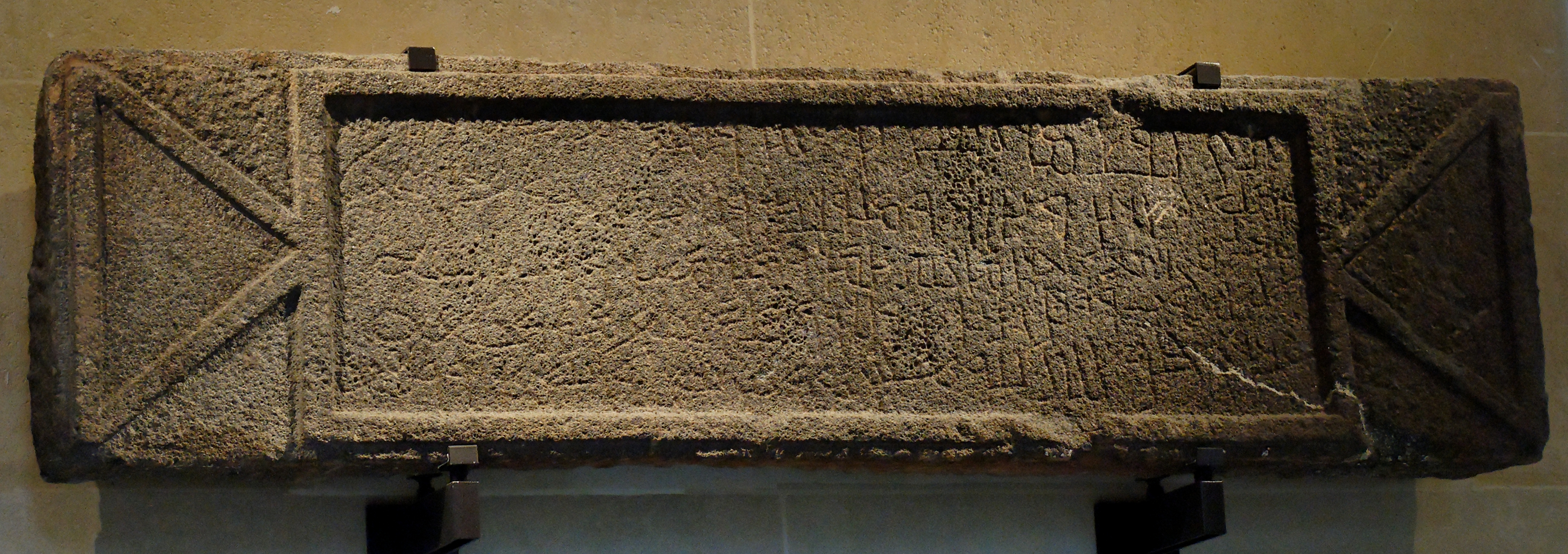
نقش النمارة، شاهد قبر امرئ القيس بن عمرو ملك الحيرة.

قسّم علماء الآثار لغات شبه الجزيرة العربية إلى قسمين عربية جنوبية قديمة وتشمل لغة سبئية وقتبانية وحضرمية ومعينية والقسم الآخر هو عربية شمالية قديمة وتشمل الحسائية والصفائية ولغة لحيانية/ديدانية وثمودية (لا علاقة لها بثمود إنما هي تسمية اصطلاحية) والتيمائية كان العرب الجنوبيون يستعملون الحرف نون كأداة للتعريف ويضعونه آخر الكلمة بينما العرب الشماليون استعملوا الحرف هاء كأداة للتعريف . وما يُميّز العربية «الفصحى» عن هذه اللغات هو استعمالها لأداة التعريف «ال» . أقرب النصوص القديمة لهذه العربية هو نقش النمارة الذي اُكتُشِف بجبل الدروز وهو نص مؤرخ بتاريخ 328م ومكتوب بنوع من الخط النبطي القريب من الخط العربي الحالي، وهو رسم لضريح ملك مملكة الحيرة امرئ القيس بن عمرو وصف فيه بأنه «ملك العرب» فالسلطة السياسية متوفرة والنص مكتوب بعربية هي الأقرب لعربية القرآن  وهناك نقوش أخرى في قرية الفاو عاصمة مملكة كندة وقد كتبت بالخط المسند وتعود إلى القرن الأول قبل الميلاد ووصف الباحثون لغة قرية الفاو بأنها «شبه سبئية» ومع ذلك فإنهم استخدموا الألف والميم كأداة للتعريف ، ونقش عين عبدات في صحراء النقب، ويعود تاريخه إلى القرن الأول أو الثاني بعد الميلاد، وقد كتب بالحرف النبطي ونقش آخر لا يبتعد كثيرًا عن الإسلام إذ أنه دُوّن قبل مولد النبي محمد بسنتين وجاء فيه:
 فهو نص بعربية مفهومة ولكنها ليست عربية القرآن،  وقد كان لممالك الحيرة وكندة والغساسنة سلطة سياسية مُثبَتة بدراسات أثرية وكتابات قديمة لليونانيين لم تكن موجودة لقريش، فلا يوجد دليل على أن هذه الممالك كانت تتبع قريشا سياسياً أو دينياً حتى بل العكس، تجار قريش من كان يتودد إليهم وكانت مضارب أولئك الملوك مقصد الشعراء لا مكة  وعثر على كتابات قريبة من مكة تعود لفترة قريبة من الإسلام دُوّنت بلسان وخط مختلف عن الخط الذي دُوّن به القرآن ففرضية تغلب لسان قريش على العرب قبل الإسلام فندتها الاكتشافات الأثرية وأغلب الظن أنها ظهرت تعصبًا للنبي محمد ورغبة من اللغويين القدماء رفع شأن قبيلته والتي كانت صاحبة السلطة السياسية بعد الإسلام لأمد طويل  فاللغة العربية مرت بعدة أطوار ويمكن اعتبار لهجة بادية الشام والعراق القديمة أقرب اللهجات العربية إلى عربية القرآن.
لم يُعرَف على وجه الدقة متى ظهرت كلمة العرب؛ وكذلك جميع المفردات المشتقة من الأصل المشتمل على أحرف العين والراء والباء، مثل كلمات: عربية وأعراب وغيرها، وأقدم نص أثري ورد فيه اسم العرب هو اللوح المسماري المنسوب للملك الآشوري شلمنصر الثالث في القرن التاسع قبل الميلاد، ذكر فيه انتصاره على تحالف ملوك آرام ضده بزعامة ملك دمشق، وأنه غنم ألف جمل من جنديبو من بلاد العرب، ويذكر البعض - من علماء اللغات - أن كلمة عرب وجدت في بعض القصص والأوصاف اليونانية والفارسية وكان يقصد بها أعراب الجزيرة العربية، ولم يكن هناك لغة عربية معينة، لكن جميع اللغات التي تكلمت بها القبائل والأقوام التي كانت تسكن الجزيرة العربية سُمّيت لغات عربية نسبة إلى الجزيرة العربية.
اللغة العربية من اللغات السامية التي شهدت تطورًا كبيرًا وتغيرًا في مراحلها الداخلية، وللقرآن فضل عظيم على اللغة العربية حيث بسببه أصبحت هذه اللغة الفرع الوحيد من اللغات السامية الذي حافظ على توهجه وعالميته، في حين اندثرت معظم اللغات السامية، وما بقي منها عدا لغات محلية ذات نطاق ضيق مثل: العبرية والأمهرية (لغة أهل الحبشة، أي ما يُعرف اليوم بإثيوبيا). يتحدث اللغة العربية حاليًا قُرابة 422 مليون نسمة كلغة أم، كما يتحدث بها من المسلمين غير العرب قرابة العدد نفسه كلغة ثانية.

انتشار اللغات الساميّة حوالي القرن الأول الميلادي.

فصّل اللغويون الغربيون اللغة العربية إلى ثلاثة أصناف رئيسية، وهي: العربية الكلاسيكية والعربية القياسية الحديثة (ما بعد النهضة العربية) واللهجات العامية. بينما لا يستخدم اللغويون العرب هذا التصنيف ويكتفون بتقسيم اللغة العربية إلى صنفين هما: العربية الفصحى وهي اللغة المستخدمة في الإعلام والتعليم والمؤسسات الرسمية والكتب والأدب. والصنف الثاني هو اللهجات العاميّة وهي اللهجات التي يتكلّمها أغلبية الناس في حياتهم اليومية. العربية العامية مختلفة من منطقة إلى منطقة، تقريبا مثل أيّة لهجة مُماثلة لأيّة لغة أخرى.

### انحدارها من اللغات السامية
يقول البعض إن اللغة العربية هي أقرب اللغات السامية إلى «اللغة السامية الأم»، وذلك لأنها احتفظت بعناصر قديمة تعود إلى اللغة السامية الأم أكثر من أي لغة سامية أخرى. ففيها أصوات ليست موجودة في أيّ من اللغات السامية الأخرى، بالإضافة إلى وجود نظام الإعراب والعديد من الصيغ لجموع التكسير والعديد من الظواهر اللغوية الأخرى التي كانت موجودة في اللغة السامية الأم. وتُعد اللغة العربية «الشمالية»، أقرب اللغات إلى الأصل الذي تفرّعت منه اللغات الساميّة، لأن عرب الشمال لم يمتزجوا كثيرًا بغيرهم من الأمم، ولم تخضعهم أمم أخرى لحكمهم كما كان الشأن في كثير من الأمم السابقة الأخرى كالعبرانيين والبابليين والآشوريين، فحفظتهم الصحراء من غزو الأعداء وحكم الأمم الأجنبية، كما حفظت لغتهم من أن تتأثر تأثرًا كبيرًا بغيرهم. كذلك فإن العربية هي أكثر اللغات السامية احتفاظًا بسمات السامية الأولى فقد احتفظت بمعظم أصوات اللغة السامية وخصائصها النحوية والصرفية، فقد احتفظت بأصوات فقدتها بعض اللغات مثل: غ، ح، خ، ض، ظ، ث، ذ. ولا ينافسها في هذه المحافظة إلا العربية الجنوبية، واحتفظت أيضًا بعلامات الإعراب بينما فقدتها اللغات السامية الأخرى، وبمعظم الصيغ الاشتقاقية للسامية الأم: اسم الفاعل، المفعول، وتصريف الضمائر مع الأسماء والأفعال: بيتي، بيتك، بيته، رأيته، رآني. واحتفظت العربية بمعظم الصيغ الأصلية للضمائر وأسماء الإشارة والأسماء الموصولة. وبما أن معجم العربية الفصحى يُعتبر ثروة لفظية ضخمة لا يعادلها أي معجم سامي آخر، فإنها أصبحت عونًا لعلماء الساميات في إجراء المقارنات اللغوية أو قراءة النصوص السامية القديمة كنصوص الآثار الأكادية والفينيقية والأوغاريتية وحتى نصوص التوراة العبرية.
ينقض هذا الرأي فرضية أن هذه العربية هي العربية الصحيحة والسليمة وماسواها فاسد وردئ، فاللحيانيون والأنباط والسبئيين كانوا يكتبون ويدونون بعربية مختلفة وهي «فصحى» بالنسبة لهم فإن عرفوا هذه العربية أو اعتقدوا أنها أفصح وأفضل من لغاتهم لدونوا بها  كما أن لغات الأنباط والسبئيين موجودة قبل أن يوجد أي تدخل أجنبي في بلدانهم وإن كانت التجارة «تفسد» اللغة وفق منطق لغويي العصور الوسطى، لأنطبق منطقهم على قريش كونهم تجار وأهل حاضرة ولم يكونوا أعراباً
كما أن تسمية لغة المناذرة وكندة (الذين تركوا أقرب النصوص لهذه العربية) بالـ«عدنانية» خاطئ فهم لم يعرفوا التسمية قبل الإسلام ولم يدعوا النسبة بعده فكل هذه النظريات أنتجتها العصبيات التي ظهرت في عصر الخلافة العباسية  ويناقض أهل الأخبار أنفسهم لأنهم يلجؤون للرواية الشفهية لا النقل عن مصدر وسند مكتوب  إذ يناقض رواية عدم احتكاك «عرب الشمال» بأحد روايات الإخباريين عن استعانة قصي بن كلاب بالروم لطرد الأزد من مكة  وإن شكك أحد في هذه الرواية فإن كتابات اليونانيين فصلت في أحوال شبه الجزيرة العربية منها سيطرة الإمبراطورية الرومانية وإخضاعها لشمال الجزيرة العربية مراراً  وذكر اليونان أن ساحل كنانة (القبيلة التي تتفرع منها قريش حسب النسابة) كان خاضعا للأحباش في القرن الأول قبل الميلاد  فهذه كتابات كلاسيكية واكتشافات أثرية تضعف الروايات التي ظهرت نتيجة العصبيات بين يثرب ومكة فحرصت قبيلة قريش أن تجعل من نفسها تاجرة جزيرة العرب، وزعيمتها في اللغة وأنها موطن الفصاحة والبيان التي يذهب إليها علماء اللغة ليقرروا عنهم الفصيح والرديء من الكلام فيصبح ملكهم بعد الإسلام أصيلاً مجيداً تليدا، ونتيجة طبيعية لما كانوا عليه قبله 

### توحيد اللهجات العربية
يرى أهل الأخبار أن هذه العربية هي عربية قريش وأنها لغة الأدب عند الجاهليين مستشهدين بالشعر الجاهلي لإثبات ذلك وزعموا أنه لم يكن من شاعر إلا وعرض قصيدته على قريش لتقرر سلامتها اللغوية عنه،  وقد فندت الاكتشافات الأثرية وكتابات المؤرخين المعاصرة لتلك الفترات نظرية تغلب لسان قريش على العرب وأن كعبة مكة كانت محط رحال القبائل بل كتابات الإخباريين واللغويين القدماء تناقض نفسها لاعتمادهم على الروايات واللجوء للوضع والكذب لإثبات آرائهم  فلغويو العرب القدماء أرادوا رفع شأن قبيلة النبي محمد ومع ذلك يناقضون أنفسهم حين يذكرون أن النبي محمد كان يخاطب وفود العرب على اختلاف شعوبهم وقبائلهم وعلى ما في لغاتهم من اختلاف  منها ما ورد عن علي بن أبي طالب عند قدوم وفد من قبائل نهد وتعجب علي من قدرة النبي على مخاطبة العرب بكل لهجاتهم ففي هذا تناقض صريح عن ما أورده الأخباريين أنفسهم عن توحد لهجات العرب قبل الإسلام ودلالة أن اختلاف اللهجات لدرجة أنها قد لا تكون مفهومة كان امرا طبيعيا وشائعا بين العرب في تلك الأزمان  أما الوارد بشأن دور سوق عكاظ في تهذيب اللغة فضعيف فعمر السوق لا يتجاوز الخمسة عشر سنة قبل الإسلام وحتى لو كان له الدور المزعوم في كتابات الإخباريين، فإنه لا يعدّ دلالة قطعية على دور قريش قبل الإسلام في توحيد لهجات العرب فهم كانوا مثل غيرهم من قصاد ذلك السوق  كذلك استفسار صحابة قرشيين عن ألفاظ وكلمات واردة في القرآن يضعف أنها لغة قريش ودأب المفسرون على الاستشهاد بلغات العرب وسؤالهم لمعرفة ما أشكل عليهم فهمه من كلمات القرآن ونادراً ما استشهدوا بقريش  فدور قريش المزعوم في تهذيب اللغة العربية وأن لغتهم كانت لغة القرآن فرضية تنخرها التناقضات من كل جانب في كتابات اللغويين العرب القدماء أنفسهم بالإضافة للشواهد الأثرية التي لا تبتعد عن الإسلام كثيراً وهي كتابات مدونة بعربية مختلفة عن عربية القرآن في جنوب وشمال الجزيرة.
ولكن يبقى السؤال عن أصل هذه اللغة فإن لم تكن لغة قريش فهي ليست لغة اللحيانيين والأنباط وليست بلغة الحميريين بالتأكيد  وهناك رأي آخر ظهر في كتابات الإخباريين وهي أن هذه العربية هي عربية مضر وخصصوا مضر دون ربيعة  مع أن غالب من يسمون أنفسهم «علماء الأنساب» جعلوا ربيعة شخصاً وزعموا أنه أخ مضر ومع ذلك لم يتحدثوا عن لغة ربيعة ولم يترك أبناء ربيعة كتابة جاهلية بلغة كانوا يتحدثون ويكتبون بها تمكن الباحثين على الوقوف على لغتهم وما إذا كانت عربيتهم عربية القرآن ونظرية عدنان وأبنائه عصبية ظهرت بعد الإسلام ولا وجود لأثر لها قبله  هذه اللغة العربية هي عربية كل القبائل التي كانت تستخدم أداة التعريف «ال» عوضا عن الحرف (ن) في آخر الكلمة كما كان يفعل المتحدثين بالعربية الجنوبية القديمة أو (ها) وفق منطق المتحدثين بالعربية الشمالية القديمة. مع العلم أن كندة والمناذرة كانوا الوحيدين الذين تركوا كتابات جاهلية بعربية «ال» هذه دون سائر القبائل وهي ليست قبائل «عدنانية» ولم تدعي ذلك بعد الإسلام  في نفس الوقت، فإنه لا يجعلها عربية قحطانية وإن كانت قبائل كندة والمناذرة «قحطانية» في كتابات أهل الأخبار. وإن لم يعرف الباحثون أصل «عدنان» فإنهم يعرفون من أين أخذ النسابة والأخباريين قحطانهم فمصدرهم كان التوراة بشكل رئيسي وورد نص سبئي واحد عن أرض اسمها «قحطن» يملكها ملك مملكة كندة المدعو ربيعة آل ثور في أواخر القرن الثاني قبل الميلاد  ومع ذلك فإن كتابات كندة ونجد في تلك الفترة لم تكن بعربية القرآن بل كانت لغتهم «شبه سبئية» وإن استعملوا «ال» للتعريف وكتابة ملك المناذرة في بادية الشام تحوي ألفاظاً ومصطلحات تمنعها أن تعد من عربية القرآن  توحيد اللهجات حدث بعد تمكن الإسلام من العرب ودعوته إلى توحيد صفوفهم ونبذ الشرك، أصبح للعرب لغة واحدة تجمعهم وأصبح واجباً عليهم تعلم عربية القرآن والاهتمام بها فتغلبت لغة القرآن على ما سواها وهدم الإسلام ما كان قبله فتغيرت أسمائهم ولغاتهم بتغير دينهم.

### عصر الازدهار

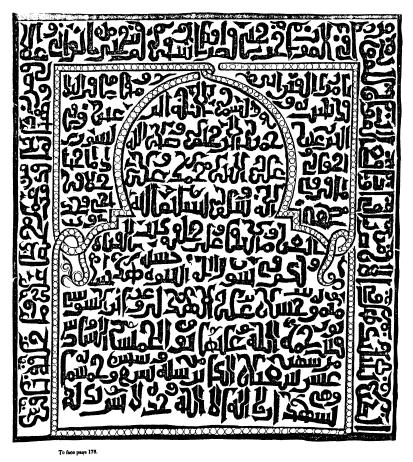
آيات قرآنية كتبت بالخط الكوفي على شاهد قبر في مالطة.

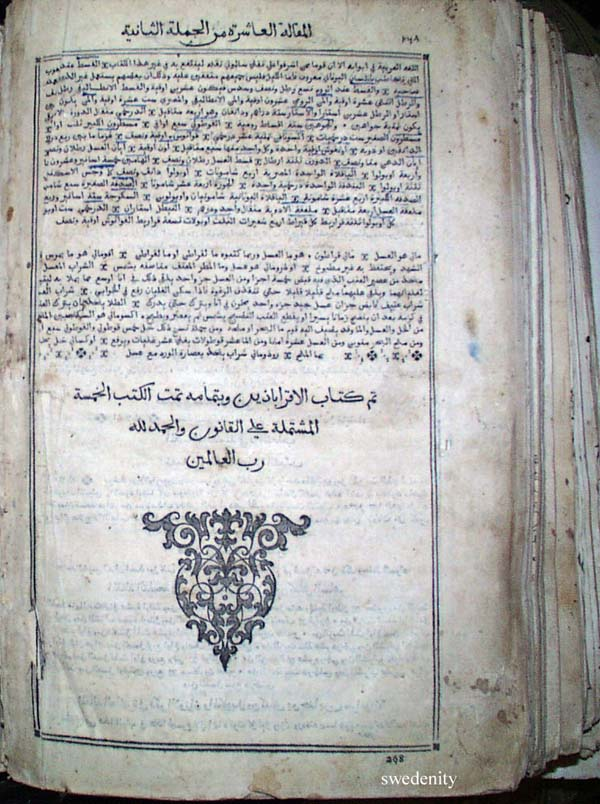
كتاب "القانون في الطب" لابن سينا، الطبيب ذي الجذور الفارسية، دوّنها باللغة العربية.

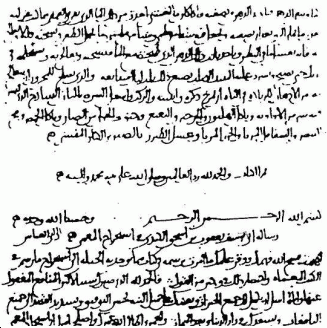
الصفحة الأولى من كتاب الكندي تتضمن وصفًا للتحليل الشفرات والتحليل المتكرر باللغة العربية.

كان للفتوحات الإسلامية بعد وفاة النبي محمد كبير الأثر في نشر اللغة العربية في أصقاع مختلفة خارج شبه الجزيرة العربية، فبعد أن اعتنق كثير من السريان والأقباط والروم والأمازيغ والآشوريين الدين الإسلامي، أصبحوا عربًا باللغة كذلك الأمر، لسببين رئيسيين، منها أن اللغة الجديدة كانت لغة الدين حديث النشأة، وهي لغة مصدر التشريع الأساسي في الإسلام (القرآن، والأحاديث النبوية)، ولأن الصلاة وبعض العبادات أخرى، لا تتم إلا بإتقان بعض كلمات من هذه اللغة، وأيضًا لتعريب دواوين الأمصار حديثة الفتح، في عهد الخليفة الأموي عبد الملك بن مروان، وهكذا أصبحت العربية لغة السياسة والإدارة بعد أن نُقلت إليها المصطلحات الفنيّة في الإدارة والحساب. وعلى الرغم من أن كثير من الأمم الأعجمية بقيت على هويتها ولم تتقبل الهوية العربية، مثل قسم كبير من الأمازيغ والترك والكرد والفرس وبعض الآشوريين والسريان، فإنها تلقنت اللغة العربية وتكلمتها بطلاقة إلى جانب لغتها الأم، وذلك لأن بعضها اعتنق الإسلام مثل الأكراد والفرس والأتراك، وحتى الذين بقوا على الدين المسيحي أو اليهودي أو المندائي الصابئي، تكلموا العربية كلغة رئيسية إلى جانب لغتهم الأم، بعد أن أصبحت لغة العلم والأدب خلال العصر الذهبي للدولة الإسلامية، تحت ظل الخلافة العباسيّة، بل أن تلك الشعوب اقتبست الأبجدية العربية في كتابة لغتها. ومع مرور الوقت أصبحت اللغة العربية لغة الشعائر لعدد كبير من الكنائس المسيحية في الوطن العربي، مثل كنائس الروم الأرثوذكس، والروم الكاثوليك، والسريان، كما كتبت بها كثير من الأعمال الدينية والفكرية اليهودية في العصور الوسطى.
ساهم عدد من الأعاجم في تطوير اللغة العربية ومصطلحاتها خلال العصرين الأموي والعباسي بفضل ما نقلوه إلى العربية من علوم مترجمة عن لغتهم الأم، فبرز في العربية كلمات ومصطلحات جديدة لم تكن معهودة من قبل، مثل «بيمارستان»، المأخوذة من الفارسية، وخلال العصر الذهبي بلغت اللغة العربية أقصى درجات الازدهار، حيث عبّر الأدباء والشعراء والعلماء العرب والعجم عن أفكارهم بهذه اللغة، فكُتبت آلاف المجلدات والمؤلفات والمخطوطات حول مختلف المواضيع بلسان العرب. وكان من أهمية اللغة العربية في المجال العلمي والثقافي، أن اقتبست بعض اللغات الأوروبيّة كلمات منها أثناء العهد الصليبي في المشرق، أو عن طريق التثاقف والاختلاط مع عرب الأندلس، ومن أبرز اللغات التي تأثرت بالعربية: الإنكليزية والفرنسية والإسبانية والإيطالية والألمانية.

### عهد الركود
خلال القرن الثالث عشر اجتاح الشرق العربي المغول بقيادة هولاكو خان، فأمعنوا في معالم الثقافة والحضارة تدميرًا وتخريبًا، الأمر الذي ترك المسلمين في حال تصفها المستشرقة كارين آرمسترونغ باليتم، ففقهاء وعلماء العصر المملوكي لم يكونوا مهتمين بتطوير الفتاوي والاجتهادات الفقهية والعلوم المختلفة بقدر ما كانوا مهتمين بإعادة تجميع ما قد ضاع وفقد منها، لكن على الرغم من ذلك فإن اللغة العربية استمرت لغة مهمة في البلدان الإسلامية، إلا أنها أخذت بالانحسار في شبه الجزيرة الأيبيرية مع قيام القشتاليين بإسقاط المدن الأندلسية شيئاً فشيئًا وقتل أو نفي أهلها المسلمين، كذلك فقد أخذت أهميتها العلمية تتراجع بعد ركود الاكتشافات العلمية العربية، وبدء انتقال شعلة الحضارة إلى أوروبا.
بالمقابل أخذت اللغة العربية تجد موطئ قدم لها، كلغة دين بشكل أساسي، في الأناضول وبلاد البلقان بفضل الفتوحات العثمانية في تلك النواحي، واعتناق عدد من السكان للإسلام، ومن أبرز الأدلّة على انتشار اللغة العربية في تلك الأصقاع الحجة المؤسسة لمدينة سراييفو في سنة 1462، والتي كُتبت باللغة العربية بعد أن خضعت للحكم العثماني. أصبحت اللغة العربية اللغة الرسمية الثانية في الدولة الإسلامية عند انتقال الخلافة إلى بني عثمان، وبحلول القرن السادس عشر كانت اللغة العربية قد استحالت لغة الدين الإسلامي فقط، وقلّت أهميتها بالنسبة للعلوم والآداب، إذ أن العهد العثماني لا يتسم بمنجزات علمية أو ثقافية ذات شأن، كما كان الحال في العهد العبّاسي، وخلال هذا العهد أخذت مسافة الخلاف تتسع بين اللهجات العربية حتى أصبح بعضها غريبًا عن بعض في النطق والتعبير.

### عهد الانتعاش والوضع الحالي

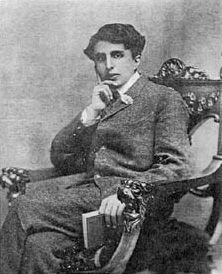
أمين الريحاني، أحد أدباء المهجر الذين ساهموا في انتعاش اللغة العربية خلال أواخر القرن التاسع عشر وبداية القرن العشرين.

يعد الاحتلال الفرنسي لمصر في نهاية القرن الثامن عشر بداية حقبة جديدة لتطور اللغة العربية إلى ما يسمى بالعربية الفصحى الحديثة، حيث ادخلت آلة الطباعة وازداد التبادل الثقافي بين مصر وأوروبا، ثم في عصر محمد علي باشا تأسست مطبعة بولاق (1820م) والتي كانت من أول المطابع العربية، ثم صحيفة الوقائع المصرية (1828م) وهي أول صحيفة عربية. ونتج من ذلك دخول العديد من الألفاظ الدخيلة والترجمات الاقتراضية من اللغات الأوروبية. 

بعد أن سيطر على اللغة العربية شيءٌ من الركود طيلة ما يقرب من 400 سنة، أخذت في أواخر القرن التاسع عشر تشهد بعض الانتعاش. تجلّى هذا الانتعاش بنهضة ثقافية في بلاد الشام ومصر بسبب ازدياد نسبة المتعلمين وافتتاح كثير من المطابع التي قامت بتجميع الحروف العربية، ونشرت الصحف الحديثة بهذه اللغة لأول مرة، كذلك ظهرت عدّة جمعيات أدبيّة وأدباء وشعراء كبار ساهموا في إحياء اللغة العربية الفصحى، ومن هؤلاء: أحمد شوقي الملقب بأمير الشعراء، الشيخ ناصيف اليازجي، المعلّم بطرس البستاني، أمين الريحاني، وجبران خليل جبران. وقد أسس هؤلاء الأدباء القواميس والمعاجم الحديثة مثل دائرة المعارف وقاموس محيط المحيط، ووفروا مؤلفات قيّمة في مختلف فنون المعرفة، بعد أن ترجموا واقتبسوا روائع الفكر الغربي، كذلك يسّر الأدباء العرب في تلك الفترة اللغة العربية وقواعدها، فوضعوا لها المعاجم الحديثة التي لا تزال متداولة حتى الآن، وتأسست الصحافة العربية لتعيد إحياء الفكر العربي وتوقظ القرّاء على أخبار بلادهم المحلية والأخبار العالميّة. ومن أبرز المدارس الفكرية العربية التي برزت في ذلك العهد مدرسة أدب المهجر، وهو الأدب الذي أنشأه العرب الذين هاجروا من بلاد الشام إلى أمريكا الشمالية والجنوبية، وكونوا جاليات عربية، وروابط أدبية أخرجت صحفًا ومجلات تهتم بشؤونهم وأدبهم، وأنشأ أتباعها عدّة نقابات أبرزها الرابطة القلمية.
يُلاحظ أن هذا الانتعاش للغة العربية كان انتعاشًا في الحقل الأدبي فحسب، أما في الحقل العلمي فلم تلعب اللغة العربية دورًا كبيرًا كما في السابق، ولم تكن في أغلب الأحيان إلا لغة تلقين مواد علمية في بعض المدارس والجامعات، وقد تراجع دورها هذا بشكل كبير حتى، خصوصًا بعد نهاية الحرب الباردة بين المعسكرين الشيوعي والرأسمالي في أواخر القرن العشرين، واتجاه العالم نحو نظام الكون الواحد، حيث انتشرت اللغة الإنجليزية في أغلب الدول العربية، وغدا كثيرون يتكلمونها كلغة ثانية، خصوصًا بعد أن أصبحت هي لغة العلم والتجارة المتداولة.
يتحدث العربية اليوم أكثر من 422 مليون نسمة،(1) ويتوزع متحدثوها بشكل رئيسي في المنطقة المعروفة باسم الوطن العربي، بالإضافة إلى العديد من المناطق الأخرى المجاورة له كالأحواز وتركيا وتشاد ومالي والسنغال وإرتيريا. كما أنها تُدرّس بشكل رسمي أو غير رسمي في الدول الإسلامية والدول الإفريقية المحاذية للوطن العربي، إلا عدد اللغات التي تستخدم الأبجدية العربية تراجع بعض الشيء، كون عدد من الدول مثل أذربيجان وتركيا عدل عن استخدام تلك الأبجدية واستعاض عنها بالحروف اللاتينية.

## اللهجات العامية والفصحى
كان يُعتقد أن اللهجات العربية الحديثة تنحدر من الفصحى، إلا أن الدراسات التاريخية واللغوية منذ القرن التاسع عشر أثبتت أنها لهجة شقيقة لهم، وكلاهما تنحدر من اللغة العربية البدائية.
فقد كانت توجد عدة لهجات قبل الإسلام وبعده، فتطورت من بعضها اللهجات الحديثة (بتأثير من لغات أخرى)، وأخذت بعضها مكانة عالية ومنها تكونت العربية الفصحى المتعارف عليها في العصر الإسلامي.
تعدد اللهجات كان موجودًا عند العرب من أيام الجاهلية، حيث كانت هناك لهجة لكل قبيلة من القبائل. وقد استمر الوضع هكذا بعد مجيء الإسلام. ومن أبرز الأسباب التي أدّت لولادة لهجات عربية مختلفة في القِدم هو أن العرب كانوا في بداية عهدهم أميين لا تربطهم تجارة ولا إمارة ولا دين، فكان من الطبيعي أن ينشأ من ذلك ومن اختلاف الوضع والارتجال، ومن كثرة الحل والترحال، وتأثير الخلطة والاعتزال، اضطراب في اللغة كالترادف، واختلاف اللهجات في الإبدال والإعلال والبناء والإعراب. ومن أبرز اللهجات والألفاظ: عجعجة قُضاعة أي قلب الياء جيمًا بعد العين وبعد الياء المشددة، مثل راعي يقولون فيها: راعج. وفي كرسي كرسج، وطمطمانية حِمْير وهي جعل «إم» بدل «أل» في التعريف، فيقولون في البر: أمبر، وفي الصيام أمصيام، وفحفحة هذيل أي جعل الحاء عينًا، مثل: أحل إليه فيقولون أعل إليه، وعنعنة تميم وهي إبدال العين في الهمزة إذا وقعت في أول الكلمة، فيقولون في أمان: عمان، وكشكشة أسد أي جعل الكاف شينًا مثل «عليك» فيقولونها: «عليش»، وقطْعةِ طيئ وهي حذف آخر الكلمة، مثل قولهم: يا أبا الحسن، تصبح: يا أبا الحسا، وغير ذلك مما باعد بين الألسنة وأوشك أن يقسم اللغة إلى لغات لا يتفاهم أهلها ولا يتقارب أصلها.
وقد كان التواصل بين أفراد القبيلة الواحدة يَتم بواسطة لهجتها الخاصة، أما عندما يَخطب شخص ما أو يَتحدث إلى أشخاص من قبائل أخرى فيستعمل حينها اللغة الواحدة المشتركة. وقد استمر الوضع هكذا بعد مجيء الإسلام. ويُرجح أن أغلب اللهجات العامية الحديثة تطورت بشكل كبير في زمن الفتوحات الإسلامية، نتيجة هجرة المسلمين العرب واختلاط لهجاتهم ببعض، وثم اختلاطهم مع المسلمين الجدد في بلاد الأعاجم (والتي أصبح العديد منها اليوم من البلدان العربية)، حيث بدؤوا بتعلم العربية لكنهم - وبشكل طبيعي - لم يَستطيعوا تحدثها كما يتحدثها العرب بالضبط، فتكونت لهجات كريولية متأثرة باللغات المحلية، وتطورت عبر القرون حتى تحوّلت إلى اللهجات العامية الحديثة.

### الازدواج اللغوي ونتائجه

مزيج من العربية الفصحى واللهجة التونسية والفرنسية في ملصق مزود خدمة الإنترنت تونسي.

الازدواج اللغوي هو مصطلح يُطلق على تحدث أحد الشعوب للغتين أو لهجتين على مستويين مختلفين، أحداها ذات مكانة مرموقة وثقافية والأخرى للكلام العامي، وهذا ينطبق على متحدثي اللغة العربية (باستثناء الفروع المنعزلة مثل عربية آسيا الوسطى).
أما الثنائية اللغوية فهي أن يتحدث شعب ما أكثر من لغة، وقد اختلف الباحثون بشأن تصنيف وضع العامية والفصحى في البلدان العربية كثنائية لغوية، فبعضهم يرى أنهما مختلفتان كثيراً وبعضهم يرى أن الفرق ليس جذرياً في النهاية وبالتالي يَجب ألا يُصنفا كلغتين منفصلتين.
وبعض الباحثين يرون أن الثنائية اللغوية هي أمر جيد وبعضهم الآخر يرى أنها كارثة ويَجب أن تزول، حيث أنه من المُتعب للطفل أن يتعلم في المدرسة لغة غير التي يتحدثها في حياته اليومية، وأيضاً فإن وقت تعلمها سوف يؤخر تعلمه كله.
يختلف الباحثون حول مستقبل الازدواج في الوطن العربي، فيقول بعضهم أن اللغة العربية الفصحى سوف تغلب العامية وسوف تُصبح تُستخدم بشكل عام حتى خارج المعاملات الرسمية، وذلك بزيادة المادة الصوتية الفصيحة التي يتم الاستماع إليها يومياً. بالإضافة إلى الرسوم المتحركة التي سوف تساعد الأطفال على تعلم الفصحى قبل دخول المدرسة. وفي هذا الصدد، غيرت شركة والت ديزني، بداية من ملكة الثلج، دبلجة أفلامها إلى اللغة العربية الفصحى عوض اللهجة المصرية سابقاً. وهناك اقتراحات بتبسيط قواعد العربية الفصحى قليلاً لتسهيل تعلمها.
بينما يرى باحثون آخرون أن اللهجات العامية سوف تتطور أو سوف تندمج في لهجة عربية واحدة، وبهذا تُشكل معاً لغة عربية واحدة كالفصحى. ويؤيد البعض دمج العامية والفصحى معاً بحيث تتكوّن لغة جديدة بين الاثنتين، ولكن هذا الاقتراح لا يحظى بكثير من التأييد نظراً لأن الفصحى هي لغة القرآن والأدب. وقد تطورت اللهجة الصقلية المحكية في مالطا، فقد استبدلت المفردات العربية بأخرى إنجليزية وإيطالية وتعدّ في وقتنا الحالي لغة منشقة عن اللغة العربية ولغة رسمية في مالطا والاتحاد الأوروبي، وتعرف باسم اللغة المالطية.

## الكتابة العربية

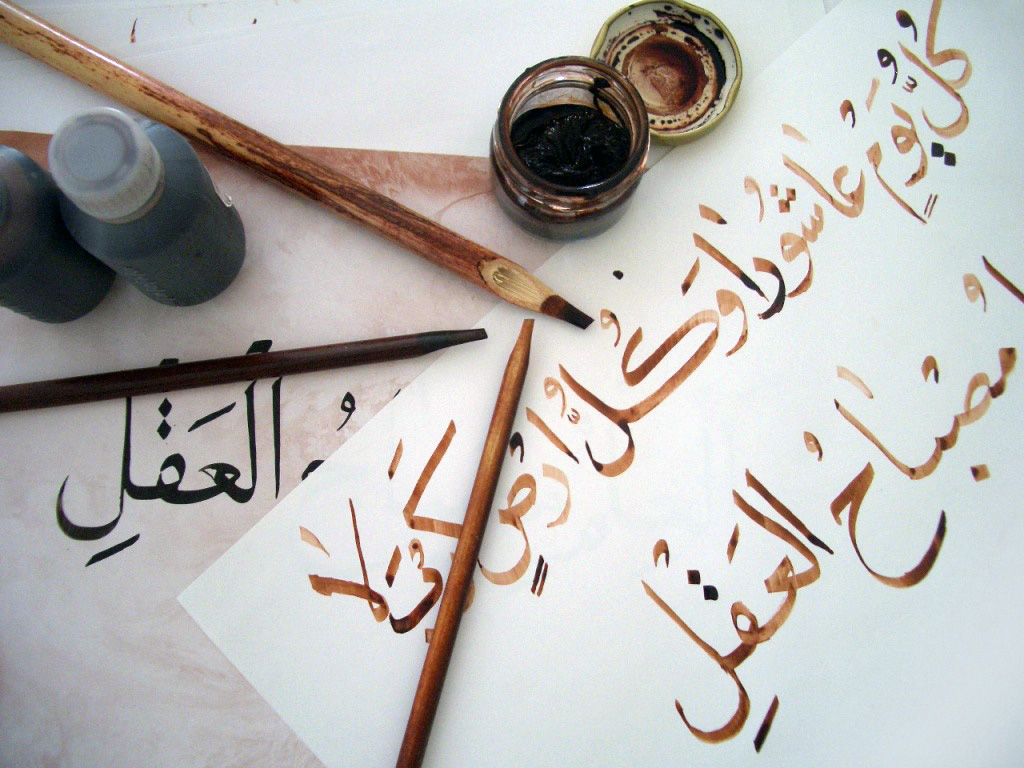
نوع من أنواع الكتابة في الخط العربي، "النسخ".

مثال على تطور نظام الكتابة العربية منذ القرن التاسع إلى القرن الحادي عشر، (1) البسملة كتبت بخط كوفي غير منقط ولا مشكّل. (2) نظام أبي الأسود الدؤلي المبكر ويَعتمد على تمثيل الحركات بنقاط حمراء تكتب فوق الحرف (الفتحة) أو تحته (الكسرة) أو بين يديه (الضمّة)، وتُستعمل النقطتان للتنوين. (3) تطور النظام بتنقيط الحروف. (4) نظام الخليل بن أحمد الفراهيدي المستعمل إلى اليوم، وهو وضع رموز مختلفة للحركات فيما تبقى النقاط لتمييز الحروف.

اللغات العربية القديمة كانت تكتب بخط المسند والخطوط العربية الشمالية القديمة مثل الثمودية والصفائية، ثم دخل الخط النبطي على اللغة العربية الحديثة - وقيل أنه نسبة لنابت بن إسماعيل - فأخذ ذلك الخط مكان الخط الثمودي في شمال الجزيرة، وأصبح الخط المعتمد في «لغة مضر العربية الحديثة» (نسبة إلى قبيلة مضر). أما لغة حمير «العربية الجنوبية» فحافظت على الخط المسند. هذا بينما أخذ الخط النبطي - الذي هو أبو الخط العربي الحديث - يتطور أيضًا، وكان أقدم نص عربي مكتشف مكتوبًا بالخط النبطي وهو نقش (النمارة) المكتشف في سوريا والذي يرجع لعام 328 م.
وفي الفترة السابقة للإسلام كانت هناك خطوط أخرى حديثة للغة مضر مثل: الخط الحيري نسبة إلى الحيرة، والخط الأنباري نسبة إلى الأنبار. وعندما جاء الإسلام كان الخط المستعمل في قريش هو الخط النبطي المطور، وهو الخط الذي استخدمه كتّاب النبي محمد في كتابة رسائله للملوك والحكام آنذاك. ويلحظ في صور بعض تلك الخطابات الاختلاف عن الخط العربي الحديث الذي تطور من ذلك الخط. وبعض المختصين يعدّون ذلك الخط النبطي المطور عربيًا قديمًا، وأقدم المكتشفات المكتوبة به «نقش زبد» (568م) و«نقش أم الجمال» (513م)، وأما النقوش السبئية فهي أقدم النقوش العربية والتي يرجع بعضها إلى 1000 ق.م.

### الخط العربي الحديث

مثال على الخط العربي.

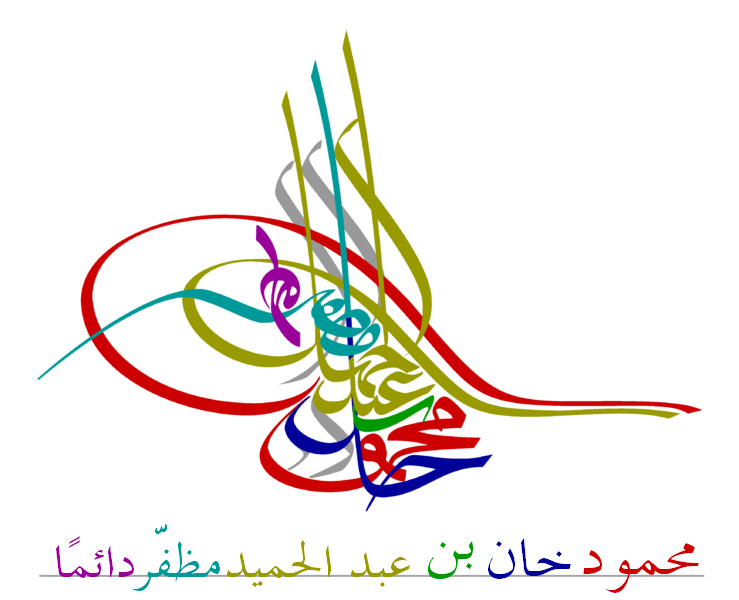
طغراء السلطان محمود الثاني.

كان الحجازيون أول من حرر العربية من الخط النبطي، وبدأ يتغير بشكل متقارب حتى عهد الإمام علي بن أبي طالب حين بدأ أبو الأسود الدؤلي الكناني بتنقيط الحروف. ثم أمر عبد الملك بن مروان نصر بن عاصم الليثي الكناني ويحيى بن يعمر العدواني بتشكيل الحروف، فبدؤوا بعمل نقطة فوق الحرف للدلالة على فتحه، ونقطة تحته للدلالة على كسره، ونقطة عن شماله للدلالة على ضمه. ثم تطور الوضع إلى وضع ألف صغيرة مائلة فوق الحرف للفتح، وياء صغيرة للكسر، وواو صغيرة للضم. ثم تطور مجدداً للشكل الحالي في الفتح والكسر والضم.
يقول القلقشندي: «الخط العربي هو ما يسمى الآن بالكوفي، ومنه تطورت باقي الخطوط»، إلا أن البعض يوضح أن الخط العربي ذو الزوايا الحادة الذي عرف لاحقًا بالخط الكوفي ترجع أصوله إلى ما قبل بناء الكوفة بقرن من الزمان، إذ أن العربية قبل الإسلام كان تكتب بأربعة خطوط أو أقلام: الحيري والذي منه اشتق الخط الكوفي، الأنباري، المكي، والمدني، كما أن المسلمين الأوائل قاموا بتدوين القرآن بالخط المكي، وانتشر هذا الخط الموزون المُسوَّي قبل غيره، بما أن هذه الكتابة هي كتابة المصاحف الأولى التي تمت في زمن عثمان بن عفان، الذي أرسل هذه المصاحف إلى الأمصار، بما فيها الكوفة، فصارت هي القدوة في الكتابة.
تنوعت الخطوط العربية وتفشت في البلاد والأمصار مع ازدياد رقعة الدولة الإسلامية وازدهار العلوم والفنون التي عبّر عنها العلماء والأدباء بلسان عربي، ومن أبرز الخطوط العربية: الخط الكوفي، خط الطومار أو الخط الطوماري وهو نوع كبير من خط النسخ، يتميز بضخامة الحجم ووضوح المعالم ودقة النهايات، وحرفا الفاء والقاف في هذا الخط تكون أواسطها محدودة وجنباتها مدورة، خط النسخ أو الخط النسخي الذي كان يستخدمه النساخون في نسخ الكتب، الخط الأندلسي الذي تطور في بلاد الأندلس وظهرت فيه بعض مؤثرات الحروف الأفرنجيّة، وغيره كثير مثل خط الثلث والخط الفارسي والخط المغربي.
ومن الخطوط العربية ما يُعرف باسم الخطوط التفننية، ومن هذه: الطغراء والخط المثنى وخط المعمى. أما الطغراء أو الطغرى أو الطرة فهي شكل جميل يُكتب بخط الثلث على شكل مخصوص، وفي الغالب تكون مزيجًا من خط الديواني وخط الثلث. وأصلها علامة سلطانية استعملها السلاطين العثمانيون لتوقيع الفرمنات والرسائل السلطانية، وكان أول من استعملها هو السلطان أورخان الأول بن عثمان.

### الأرقام
تُستخدم الأرقام العربية الغربية أو الغبارية (0، 1، 2، 3، 4، 5، 6، 7، 8، 9)، التي طورها العرب قديمًا من الأرقام الرومانية، في معظم دول شمال أفريقيا الناطقة بالعربية وكذلك في الدول الأوروبية والأمريكية. أما في مصر والدول العربية الواقعة شرقها، فتُستخدم غالبًا الأرقام السندية المعربة (۰ - ۱ - ۲ - ۳ - ٤ - ٥ - ٦ - ٧ - ۸ - ۹) التي أُخذت أساسًا من الفرس والهنود خلال العصر الذهبي للحضارة العربية الإسلامية. وعند رسم أي رقم بالعربية، يوضع العدد صاحب القيمة الأقل على جهة اليمين، وذلك حتى يبقى اتجاهه المكتوب مماثلاً لأسلوب الكتابة ولطريقة النطق. وهناك حالة شاذة عن هذه القاعدة، هي مسألة ترقيم الهاتف، إذ أن أرقام الهاتف تُقرأ بالعربية من اليسار حتى اليمين. تتشابه قراءة الأرقام بالعربية مع قراءة بضعة لغات أخرى مثل اللغة الألمانية، فالعدد 24 مثلاً يُلفظ: «أربعة وعشرون» (بالألمانية: vierundzwanzig)، وفي بعض الأحيان يصح لفظ قيمة العدد الأصغر قبل الأكبر على الرغم من أن قواعد الرياضيات والعادة جرت على أن يُلفظ العدد الأكبر أولاً، مثلاً العدد 1975 يُلفظ: «ألفٌ وتسعُمِئةٍ وخمسةٌ وسبعون» في الأساس، لكن يصح القول: «خمسةٌ وسبعون وتِسعُمِئَةٍ وألف».

### علامات الترقيم
الترقيم في الكتابة العربية هو وضع رموز اصطلاحية معينة بين الكلمات أو الجمل في أثناء الكتابة؛ لتعيين مواقع الفصل والوقف والابتداء، وأنواع النبرات الصوتية والأغراض الكلامية، تيسيرًا لعملية الإفهام من جانب الكاتب في أثناء الكتابة، وعملية الفهم على القارئ في أثناء القراءة. وقد بدأ العرب باستخدامها خلال أوائل القرن العشرين بعد أن نقلها عن اللغات الأخرى أحمد زكي باشا بطلب من وزارة التعليم المصرية حينئذ، وقد أضيف ما استجد من علامات، وإشارات فيما بعد. وعلامات الترقيم في العربية تنقسم بدورها إلى أربعة أنواع في سياق وظيفتها في الكتابة، هي:

رسم للوحة المفاتيح العربية المُستخدمة بأنظمة ماك تظهر فيها علامات الترقيم. لاحظ اختلاف بعضها عن نظيرها اللاتيني، مثل علامة الاستفهام (علامة استفهام بدلًا من ?) والفاصلة المنقوطة (فاصلة منقوطة بدلاً من ;) والفاصلة (فاصلة بدلًا من،).

- علامات الوقف: (، ؛.)؛ تمكن القارئ من الوقوف عندها وقفًا تامًا، أو متوسطًا، أو قصيرًا، والتزود بالراحة أو بالنفس الضروري لمواصلة عملية القراءة.
- علامات النبرات الصوتية: (:... ؟ !)؛ وهي علامات وقف أيضًا، لكنها – إضافة إلى الوقف – تتمتع بنبرات صوتية خاصة وانفعالات نفسية معينة في أثناء القراءة.
- علامات الحصر: (« » - () [ ])؛ وهي تساهم في تنظيم الكلام المكتوب.
- علامات الإشارات المستخدمة في البرمجة آو الرياضيات مثل (<> * & ^ \ []).

ولعلامات الترقيم أهميتها، إذ إنها تسهل الفهم على القارئ، وتجود إدراكه للمعاني، وتفسر المقاصد، وتوضح التراكيب، وتُيسر عملية الإفهام من جانب الكاتب أثناء الكتابة. تختلف بعض علامات الترقيم في العربية عن نظيرتها اللاتينية، وأبرزها الفاصلة، وتُسمى «الفَصْلة» وهي تَدُلُّ على وَقْفٍ قصير، والفاصلة المنقوطة وعلامة الاستفهام. فالفاصلة في النص العربي تكتب هكذا (،) وليس تلك المستخدمة في النص اللاتيني غير المتوافقة مع النص العربي (،)، وكثير من الكتّاب يقعون في الخطأ ويضعون الفاصلة اللاتينية عند تحريرهم بواسطة أجهزة الحاسوب، مع أن الفاصلة العربية موجودة في لوحة المفاتيح لأجهزة ويندوز وكذلك الماكنتوش.

### لغات تستخدم الأبجدية العربية
هناك عدد من الدول تستخدم الأبجدية العربية في كتابة لغاتها وتستعمل عادةً أبجدية مشتقة من العربية بإضافة حروف عربية غير مستخدمة من قبل العرب أنفسهم كي تقوم بالاشتمال على جميع مخارج ونطق الأحرف لهذه اللغات.
استخدم المتحدثون باللغات غير المكتوبة سابقا الأبجدية العربية كأساسٍ كتابيٍ للغاتهم الأم. وأتى هذا من كون اللغة العربية لغتهم الثانية، أو لغة كتاب وحيهم، أو كون الأبجدية العربية الأبجدية الوحيدة التي اتصلوا بها.
بالإضافة إلى ذلك، ولأن أغلب التعليم كان دينيا في وقتٍ من الأوقات، فقد كان المسلمون من غير العرب يكتبون بالأبجدية العربية أي لغةٍ يتحدثون بها. وأدى هذا إلى جعل الكتابة العربية الكتابة الأكثر استعمالا خلال العصور الوسطى.
من أبرز اللغات التي تستخدم الأبجدية العربية في الزمن الحالي: اللغة الفارسية (بالفارسية: فارسي؛ أو زبان فارسي) المنتشرة في إيران وبعض أنحاء آسيا الوسطى؛ اللغة الكردية (بالكردية عربية الأبجدية: كوردي) المنتشرة في شمال العراق والمناطق المجاورة؛ اللغة الأردية (بالأردية: أردو) في باكستان والهند، ولغات عديدة أخرى.

### ترتيب الحروف
ترتب الحروف العربية الترتيب المعروف بالنسق الأبجدي على الوجه الآتي:
أ ب ج د هـ وز ح ط ي ك ل م ن
س ع ف ص ق ر ش ت ث خ ذ ض ظ غ.
وهذا الترتيب مستعمل في اللغات السامية الأخرى كالعبرية والآرامية، وهو مشتق أصلا من ترتيب الحروف في الأبجدية الفينيقية.
ثم أعاد العرب ترتيب هذه الحروف حين أعجموا بعضها (أي حين استعملوا النقط للتمييز والفرق)، وجعلوها على الوجه التالي - وهو الترتيب الهجائي أو الألف بائي -:
أ ب ت ث ج ح خ د ذ ر ز س ش ص
ض ط ظ ع غ ف ق ك ل م ن هـ وي.
حيث زيدت على ذلك بعض الأحرف الأعجمية القادمة من اللغات الأخرى مثل الفارسية والتي تستخدم للأسماء الأعجمية مثل: پ گ ژ چ، بالإضافة لـ"ڤ".
وهذا الترتيب هو المأخوذ به في ترتيب المواد اللغوية في المعاجم العربية (عدا تلك التي تأخذ بترتيب المواد اللغوية بحسب مخارج الحروف الأبجدية في العربية والمعنى الذي يعنيه جمع حروف الهجاء العربية الثماني وعشرون).

## الكتابة بخطوط أخرى
تُكتبُ اللغةُ العربيةُ بِالأبجديةِ العربيةِ الَّتي تُكتَبُ بِها كثيرٌ من اللغاتِ الأخرى. وللُّغةِ العربيةِ 29 حرفاً، حيث تعدّ الهمزة من حروف الهجاء بإجماع علماء اللغة رغم أن المتعارف عليه لدى العامة أنها 28 حرفاً. أما من الناحية التاريخية فإن سيبويه جعل أصول الأبجدية العربية 40 حرفاً استقرّ منها بالتواتر والزمن ما هو ثابت الآن.

### مناظرة الحروف العربية
كل لغة تشتمل على مجموعة بعينها من الأصوات. فالعربية مثلًا تشتمل على أصوات (حروف) التي لا تتواجد باللغة الإنكليزية أو الأردية. لذا فيستعمل ناطقو كل لغة أبجدية تتيح لهم تدوين الأصوات التي تهمهم سواء من لغتهم أو من اللغات الأخرى (كلغة القرآن). ويُقصد بمناظرة الحروف أو الحورفة كتابَةُ لغةٍ ما بحروف لغةٍ أُخرَى، فهِيَ قابلةٌ لأَن تقومَ أذن مِن لغةٍ إِلى لغةٍ وبالعَكس. وعلى سبيل المثال فكتابَة اللغة العربيّة بِأَحرفٍ لاتينِيّة أو رومانِيَّة تُعرفُ بالرَومنة، أمّا كتابَةُ لغةٍ ما غير عربيّة بأحرف عربيّة فتعرفُ أحياناً بالعَورَبَة، وأحياناً بمُواءمة الحروف العربية. والعوربة تختلف عن التعريب، فالأخير هو أعادة سبكِ كلمةٍ أجنبِيّة على أوزان اللغة العربِيّة. فكلمة «تِلفاز» مثلاً ناتجةٌ عن تعريبٍ، بعكس كلمة «تَليفزيون» الناتجة عن عَوْربة.

### خط المسند
كانت تستخدم عدة خطوط مسندية لكتابة لهجات اللغة العربية قبل انتشار ما يعرف الآن بالخط العربي، وخاصة اللهجات العربية الشمالية القديمة التي وجد لها نقوش صفائية وثمودية وأحسائية وغيرها. اندثرت خطوط المسند في شبه الجزيرة العربية، وبقت في الحبشة حتى تطورت إلى الكتابة الجعزية.

### كتابة العربية اليهودية
قبل موجة هجرات القرن العشرين، كان أغلب اليهود المزراحيين والسفارديين يتحدثون بلهجات عربية متأثرة بالعبرية والأرامية، واستخدم العديد من الكتّاب اليهود أبجدية عبرية معدلة لتمثيل هذه اللهجات والعربية الفصحى، وأضيفت حروف منقطة إضافية لتمثيل الصوامت غير الموجودة في العبرية. انتشرت هذه الأبحدية في الحلقات اليهودية الأدبية في القرون الوسطى، وخاصة في الأندلس، وكُتبت بها بعض أهم الكتب اليهودية، ومنها: كتاب الأمانات والاعتقادات لسعيد الفيومي، وكتاب الهداية إلى فرائض القلوب لابن باقودا، وكتاب دلالة الحائرين لموسى بن ميمون، وكتابات سليمان بن جبيرول.

### العربية بحروف لاتينية

#### تاريخيًا
كتبت العربية بحروف لاتينية في حالات تاريخية نادرة:
- عربية المدجنين: ابتدعها عرب الأندلس في القرون من الرابع عشر حتى السابع عشر.[104]
- المالطية وهي لهجة عربية محكية في مالطا نشأت بعد الفتح الإسلامي للجزيرة، يعدها اللغويون لغة مستقلة.

#### العصر الحديث

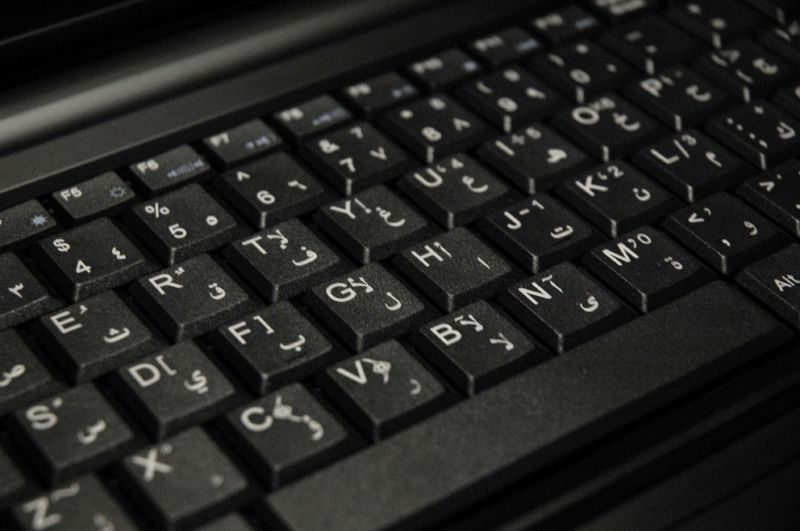
لوحة مفاتيح عربية.

نظرا للتطور الكبير في مجال الحاسوب في الوطن العربي تم إنتاج لوحات مفاتيح تحمل الأحرف العربية، والتي عانت اللغة العربية بعدم دعمها في هذا الأمر واستخدام الأحرف اللاتينية والأرقام في الكتابة والدردشة على النت، وعلى الرغم من أن الدردشة باستخدام الأحرف العربية رائجة، إلا أن استخدام الحروف اللاتينية ما زال شائعا، ويرجع سبب ذلك وفقا لبعض الشباب إلى السرعة والسهولة والمرونة في كتابة الحروف اللاتينية مقارنة بالعربية. وكتابة العربية بحروف لاتينية طريقة انتشرت بين الشباب منذ بروز نجم الهاتف المحمول وشبكة الانترنت، هذه الكتابة التي يسميها البعض «الأرابش» تعني أن تُكتب الشباب الكلمات العربية باللغة اللاتينية مثلاً جملة: كيف الأحوال تكتب "kaifa elahwal" أو "kaifa ela7wal"، إن شاء الله "isa"، الحمد لله "halel"، لا حول ولا قوة إلا بالله "lahwlkeb"، كله بأمر الله "kba"، وغير ذلك من الكلمات، كما يتم استبدال الحروف العربية التي ليس لها مقابل في الإنجليزية بأرقام كما يلي: الهمزة == 2، حرف العين = 3، حرف الحاء = 7، الخاء = 5 أو '7، الطاء = 6، والصاد == 9.

## النطق
تحتوي اللغة العربية (الفصحى) على 28 حرفا ثابتا يعبر كل منها عن لفظة مختلفة إضافة إلى الهمزة التي تتخذ 6 أشكال في الكتابة هي: ء أ إ ئ ؤ ئـ. لا يعد كثير من اللغويين الألف مع الحروف لأنه لا يعبر عن لفظة معينة، إنما حركة طويلة (حرف علة). أما الواو والياء فيمكن أن يشكلا لفظة أو حركة طويلة.
| الأشكال السياقية  | الأشكال السياقية             | الأشكال السياقية           | الأشكال السياقية             | الاسم | الترجمة الصوتية | القيمة الصوتية (الألفبائية الصوتية العالمية)                   |
| الحرف عند انعزاله | الحرف في نهاية الكلمة (ختمي) | الحرف في وسط الكلمة (وسطي) | الحرف في بداية الكلمة (بدئي) | الاسم | الترجمة الصوتية | القيمة الصوتية (الألفبائية الصوتية العالمية)                   |
| ----------------- | ---------------------------- | -------------------------- | ---------------------------- | ----- | --------------- | -------------------------------------------------------------- |
| ا                 | ـا                           | ـا                         | ا                            | ألف   | ʾ / ā           | متنوعةً وتتضمن‎/a:/‏                                              |
| ب                 | ـب                           | ـبـ                        | بـ                           | باء   | b               | ‎/b/‏ وأحيانًا ‎/p/‏ في بعض الكلمات المستعارة.                      |
| ت                 | ـت                           | ـتـ                        | تـ                           | تاء   | t               | ‎/t/‏                                                            |
| ث                 | ـث                           | ـثـ                        | ثـ                           | ثاء   | ṯ               | ‎/θ/‏                                                            |
| ج                 | ـج                           | ـجـ                        | جـ                           | جيم   | ǧ               | ‎/dʒ/‏                                                           |
| ح                 | ـح                           | ـحـ                        | حـ                           | حاء   | ḥ               | ‎/ħ/‏                                                            |
| خ                 | ـخ                           | ـخـ                        | خـ                           | خاء   | ḫ تنطق "خاءً".   | ‎/x~χ/‏                                                          |
| د                 | ـد                           | ـد                         | د                            | دال   | d               | ‎/d/‏                                                            |
| ذ                 | ـذ                           | ـذ                         | ذ                            | ذال   | ḏ تنطق ذالا.    | ‎/ð/‏                                                            |
| ر                 | ـر                           | ـر                         | ر                            | راء   | r               | ‎/r/‏                                                            |
| ز                 | ـز                           | ـز                         | ز                            | زاي   | z               | ‎/z/‏                                                            |
| س                 | ـس                           | ـسـ                        | سـ                           | سين   | s               | ‎/s/‏                                                            |
| ش                 | ـش                           | ـشـ                        | شـ                           | شين   | š (كما ش)       | ‎/ʃ/‏                                                            |
| ص                 | ـص                           | ـصـ                        | صـ                           | صاد   | ṣ               | ‎/sˁ/‏                                                           |
| ض                 | ـض                           | ـضـ                        | ضـ                           | ضاد   | ḍ               | ‎/dˁ/‏                                                           |
| ط                 | ـط                           | ـطـ                        | طـ                           | طاء   | ṭ               | ‎/tˁ/‏                                                           |
| ظ                 | ـظ                           | ـظـ                        | ظـ                           | ظاء   | ẓ               | ‎/ðˁ~zˁ/‏                                                        |
| ع                 | ـع                           | ـعـ                        | عـ                           | عين   | ʿ               | ‎/ʕ/‏                                                            |
| غ                 | ـغ                           | ـغـ                        | غـ                           | غين   | ġ (أيضا غ)      | ‎/ɣ~ʁ/‏ (‎/ɡ/‏ في كثير من الكلمات المستعارة)                       |
| ف                 | ـف                           | ـفـ                        | فـ                           | فاء   | f               | ‎/f/‏، أيضا ‎/v/‏ في بعض الكلمات المستعارة                         |
| ق                 | ـق                           | ـقـ                        | قـ                           | قاف   | q               | ‎/q/‏                                                            |
| ك                 | ـك                           | ـكـ                        | كـ                           | كاف   | k               | ‎/k/‏                                                            |
| ل                 | ـل                           | ـلـ                        | لـ                           | لام   | l               | ‎/l/‏ ،‎[lˁ]‏ (في الله فقط)                                        |
| م                 | ـم                           | ـمـ                        | مـ                           | ميم   | m               | ‎/m/‏                                                            |
| ن                 | ـن                           | ـنـ                        | نـ                           | نون   | n               | ‎/n/‏                                                            |
| ه                 | ـه                           | ـهـ                        | هـ                           | هاء   | h               | ‎/h/‏                                                            |
| و                 | ـو                           | ـو                         | و                            | واو   | w / ū / aw      | ‎/w/‏ / ‎/u:/‏ / ‎/au/‏، وأحيانا ‎/u/‏، ‎/o/‏ و‎/o:/‏ في الكلمات المستعارة |
| ي                 | ـي                           | ـيـ                        | يـ                           | ياء   | y / ī / ay      | ‎/j/‏ / ‎/i:/‏ / ‎/ai/‏، وأحيانا ‎/i/‏، ‎/e:/‏ و‎/e/‏ في الكلمات المستعارة |

### الأصوات
الصوتيات أدناه تُبيّن اللفظ في العربية الفصحى الحديثة، وهناك اختلافات صغيرة من بلد إلى آخر (أو بالأحرى: من لهجة إلى أخرى). إضافة إلى ذلك، هذه اللهجات يُمكن أن تختلف من منطقة إلى أخرى ضمن بلد ما.

#### مصوتات
الحركات في العربية ثلاث: قصيرة هي الفتحة (ـَ) الضمة (ـُ) الكسرة (ـِ) وطويلة تسمى حروف المد (ـَا ـُو ـِي). إضافة إلى مصوتين مركبين (ـَو ـَي).

#### صوامت
|           |          | الشفوية | ما بين الأسنان | ما بين الأسنان | الأسنانية/اللثوية | الأسنانية/اللثوية | اللثوية الغارية | الغارية | الطبقية | اللهوية | الحلقية3 | الحنجرية |
| البسيط    | المشدد   | الشفوية | البسيط         | المشدد         |                   |                   | اللثوية الغارية | الغارية | الطبقية | اللهوية | الحلقية3 | الحنجرية |
| --------- | -------- | ------- | -------------- | -------------- | ----------------- | ----------------- | --------------- | ------- | ------- | ------- | -------- | -------- |
| الأنفي    | الأنفي   | ‎m‏       |                |                | n                 |                   |                 |         |         |         |          |          |
| الانفجاري | المهموس  |         |                |                | ‎t̪‏                 | ‎t̪ˁ‏                |                 |         | ‎k‏       | ‎q‏       |          | ‎ʔ‏        |
| الانفجاري | المجهور  | ‎b‏       |                |                | ‎d̪‏                 | ‎d̪ˁ‏                | ‎ʒ~dʒ~ɡ‏1         | ‎ʒ~dʒ~ɡ‏1 | ‎ʒ~dʒ~ɡ‏1 |         |          |          |
| الاحتكاكي | المهموس  | ‎f‏       | ‎θ‏              |                | ‎s‏                 | ‎sˁ‏                | ‎ʃ‏               |         | ‎x~χ‏4    | ‎x~χ‏4    | ‎ħ‏        | ‎h‏        |
| الاحتكاكي | المجهور  |         | ‎ð‏              | ‎ðˁ~zˁ‏          | ‎z‏                 |                   |                 |         | ‎ɣ~ʁ‏4    | ‎ɣ~ʁ‏4    | ‎ʕ‏        |          |
| التقريبي  | التقريبي |         |                |                | ‎l‏2                |                   |                 | ‎j‏       | ‎w‏       |         | ‎ʕ‏        |          |
| الزغردي   | الزغردي  |         |                |                | ‎r‏                 |                   |                 |         |         |         |          |          |

1. يُنطق حرف الجيم «گيم - [g]» في بعض اللهجات العربيّة، خصوصاً المصرية والعمانية وبعض اللهجات اليمنية.
2. يُنطق حرف القاف يُنطق أيضاً «گيم - [g]» في الجزيرة العربية باستثناء جيوب معينة في اليمن وعمان، وفي صعيد مصر وأريافها وفي معظم شمال إفريقيا والسودان والعراق وسائر اللهجات البدوية أو المنحدرة من اللهجات البدوية عموماً، وهو النطق الأكثر شيوعاً للقاف في العالم العربي.
3. يُنطق حرف اللام الثقيل في كلمة «الله» فقط في العربية الفصحى المعاصرة، أما في اللهجات فينطق مفخماً أو غير مفخم حسب الكلمة في بعض اللهجات كالخليجية والنجدية.

يُمكن أن تكون حروف العلّة والأصوات الساكنة قصيرة أو طويلة لفظياً. الأصوات الساكنة الطويلة تُكتب كحرف فوقه علامة الشدة - ّ - والتي تعبّر عن حرف ساكن يليه حرف متحرّك تُرسم حركته فوق الشدة. في اللفظ الفعلي، الأصوات الساكنة الطويلة هي بضعف طول القصيرة. وهذا التطويل في الأصوات الساكنة هو متغايِر فونيمياً: مثل «قَدَمَ» و«قَدَّمَ».
وقد توافر للغة العربية عاملان، لم يتوافرا لغيرها من اللغات السامية؛ أنها نشأت في أقدم موطن للساميين، وثانيهما: أنّ الموقع الجغرافي لهذا الموطن، قد ساعد على بقائها أطول فترة من الزمن، متمتعة باستقلالها وعزلتها، وكان من نتيجة هذين العاملين، أن تميّزت بخصائص كثيرة، تتّضح بجلاء فيها:
1. الأصوات: انفردت العربية بثبات أصولها، إذ لم يطرأ عليها أدنى تغيير في نطق حروفها، مثلما طرأ على سائر اللغات في العالم، ولعلّ ذلك راجع إلى سعة مدرج اللغة العربية الفصحى، إذ للأصوات العربية نحو خمسة عشر مخرجاً، تتوزّع بين الجوف والحلق واللسان والشفتين.[106]
2. الألفاظ: فمن أهم ما تمتاز به، أنها أوسع أخواتها الساميات ثروة، في أصول الكلمات والمفردات، فضلاً على أنه قد يجمع فيها من المفردات في مختلف أنواع الكلمة ـ اسمها وفعلها وحرفها، ومن المترادفات في الأسماء، والأفعال، والصفات- ما لم يجتمع مثله، بل ما يندر وجود مثله في لغة من لغات العالم، فقد جمع للسيف على سبيل المثال نحو ألف اسم. وقد ذكر المستشرق «رينان»، أن الأستاذ «دوهامر»، قد جمع المفردات العربية المتصلة بالجمل وشؤونه، فبلغت أكثر من خمسة آلاف وستمائة وأربع وأربعين.[107] ولا يقف الإعجاب من غزارة مادة اللغة العربية، ووفرة مفرداتها، وكثرة ألفاظها على علماء اللغة العرب وحدهم، بل تعدّاه إلى علماء اللغة الغربيين، حيث يقول المستشرق الألماني «بروكلمان»: «ومعجم العربية اللغوي لا يجاريه معجم في ثرائه، إنه نهر تقوم على إرفاده منابع اللهجات الخاصة، التي تنطق بها القبائل العربية».[108] وقد لاحظ علماء اللغة منذ القدم، أنّ من أبرز ميزات اللغة العربية مناسبة ألفاظها لمعانيها، فكل لفظ فيها، قد تمّ وضعه بإزاء المعنى المنوط بالدلالة عليه في دقة تامة، وعناية فائقة، فهذا جلال الدين السيوطي يقول: «وأما أهل اللغة العربية، فقد كادوا يطبّقون على ثبوت المناسبة بين الألفاظ ومعانيها».

الإيجاز صفة واضحة في اللغة العربية. يقول الرسول محمد: «أوتيت جوامع الكلم»، ويقول العرب: «البلاغة الإيجاز»، و«خير الكلام ما قلّ ودلّ». وفي علم المعاني إيجاز قصر وإيجاز حذف الإيجاز في الحرف. والإيجاز في العربية على أنواع، فمنها الإيجاز في الحرف، حيث تكتب الحركات في العربية عند اللبس فوق الحرف أو تحته بينما في اللغات الأجنبية تأخذ حجماً يساوي حجم الحرف أو يزيد عليه. وقد يُحتاج في اللغة الأجنبية إلى حرفين مقابل حرف واحد في العربية لأداء صوت معين كالخاء (KH) مثلاً ولا يُكتب من الحروف العربية إلا ما يُحتاج إليه، أي ما يُتلفظ به، وقد يُحذف في الكتابة بعض ما يُلفظ: لكن - هكذا - أولئك. بينما في الفرنسية تُكتب علامة الجمع ولا تُلفظ، وأحياناً لا تلفظ نصف حروف الكلمة. وتُكتب في الإنكليزية حروفاً لا يمر اللسان عليها في النطق، كما في كلمة right مثلاً التي تُسقط عند النطق بها حرفين من حروفها (gh) تُصبَّت في كتابتها.
وفي العربية إشارة تُسمّى «الشدة»، توضع فوق الحرف للدلالة على أن الحرف صوته مكرر أو مشدد، أي أنه في النطق يُنطق مرَّتان (أو يُنطق مُطوَّلًا)، وبذلك يُستغنى عن كتابته مكرراً. مبدأ إضافة رمز للتعبير عن التشديد موجود في بعض اللغات الأخرى كاليابانية، حيث يوضع حرف تسو مُصغَّر قبل المحرف المُشدَّد.

## علوم اللغة العربية

### النحو
النحو العربي هو علم يبحث في أصول تكوين الجملة وقواعد الإعراب. فغاية علم النحو أن يحدد أساليب تكوين الجمل ومواضع الكلمات ووظيفتها فيها كما يحدد الخصائص التي تكتسبها الكلمة من ذلك الموضع، سواءٌ أكانت خصائص نحوية كالابتداء والفاعلية والمفعولية أو أحكامًا نحوية كالتقديم والتأخير والإعراب والبناء، والنحو - أي الصرف والإعراب - هو أهم العلوم العربية (يسمى «جامع الدروس العربية»). وهو أيضاً علم يُعرف به كيفية التركيب العربي صحةً وسقماً وما يتعلق بالألفاظ من حيث وقوعها فيه؛ والغرض منه الاحتراز عن الخطأ في التأليف والاقتدار في فهمه.
من الروايات الشائعة حول نشأة النحو أنه عندما اختلط العرب بالفرس والروم والأحباش وغيرهم، وبدأ الناس في البلدان المفتوحة بالدخول إلى الإسلام وتعلم العربية دون إتقانها تمامًا، فأصبحوا يرتكبون الأخطاء ويَلحنون. وكان قد أخذ اللحن في الظهور منذ حياة نبي الإسلام محمد بن عبد الله، فقد روي أنه سمع رجلا يلحن في كلامه فقال: «أرشدوا أخاكم فإنه قد ضل». وعن أبي الأسود الدؤلي الكناني أنه دخل على الإمام علي بن أبي طالب يومًا فوجد رقعة سوداء في يده فسأله عنها فقال: «إني تأملت كلام العرب فوجدته قد فسد، فأردت أن أضع شيئا يرجعون إليه». وبعد ذلك ألقى الرقعة إلى أبي الأسود فوجد أنه مكتوب فيها: «الكلام كله اسم وفعل وحرف، فالاسم ما أنبأ عن المُسمّى، والفعل ما أُنبئ به، والحرف ما أفاد معنى». ثم قال علي: «انحُ هذا النحو (ويُقال إنّ التسمية جاءت من هنا) وأضف إليه ما وقع لك». ومن هُنا بدأ أبو الأسود يُضيف إليه حتى اكتمل جزء كبير من النحو المعروف اليوم.
ويَذهب البعض إلى أن أبا الأسود ليس من وَضع النحو بل بعض تلامذته، فبعضهم يقولون أن من وضعه هو عبد الرحمن بن هرمز، وآخرون يقولون أنه ابن عاصم، وهناك أقوال أخرى. وهناك عالِم واحد يقول إنّ علم النحو نشأ قبل أبي الأسود، وهو ابن فارس حيث يقول: «إن هذين العِلمين قد كانا قديماً وأتت عليهما الأيام وقُلا في أيدي الناس ثم جَدّد - أي أبو الأسود - هذين العلمين». لكن هذه الآراء لا تلقى قبولاً كبيراً، فمؤرخون قلائل هم من قالوا بأن تلامذة أبي الأسود هم واضعو علم النحو (وبعض هؤلاء حتى قالوا بأن الرأي الراجح هو أن أبا الأسود هو واضع النحو)، ورأي ابن فارس لا يَستند إلى دليل تاريخي ولا يؤيده أحد من المؤرخين والباحثين القدماء. على أن هناك حقيقتين دامغتين تثبتان أسبقيته:
- الأولى: كثرة الروايات التي جاءت بنسبة النحو إلى أبي الأسود، حتى قاربت الإجماع.
- الثانية: ما ذكره النحاة في كتبهم من ذكر اصطلاحات نحوية وقواعد عرفت بالنقل عن البادئين الأولين، والناقلون هم أوثق الثقات كالخليل بن أحمد وأبي عمرو بن العلاء، فقد درس هؤلاء على الرجال الطبقة النحوية الثانية الذين أخذوا من تلامذة أبي الأسود، ونقلوا الرواية عنه.

يضاف إلى هاتين الحقيقتين أن كتاب سيبويه يروي عن السابقين، فإذا روى عن بعضهم فقد يصل السند إلى أبي الأسود وينتهي عنده، وهذا يدل على أنه كان واضع علم النحو الأول.

### البلاغة
البلاغة في اللغة العربية كما جاء في المعجم الوسيط، هي حسن البيان وقوة التأثير، وقد وُضع علم البلاغة للعلم بالتركيب الواقع في الكلام. وقد قسم علماء اللغة هذا العلم إلى ثلاثة أقسام:
- علم المعاني: وهو العلم بما يحترز به عن الخطأ في تأدية المعنى الذي يريده المتكلم كي يفهمه السامع بلا خلل وانحراف.
- علم البيان: وهو العلم بما يحترز به عن التعقيد المعنوي، كي لا يكون الكلام غير واضح الدلالة على المعنى المراد.
- علم البديع: وهو العلم بجهات تحسين الكلام.

فالمعاني والبيان وُضعا لمعرفة التحسين الذاتي، والبديع وُضع لمعرفة التحسين العرضي. أما علم المعاني فيتناول الفصاحة والبلاغة والكلام والخبر، والفصاحة في اللغة تعني البيان والظهور، وفي الاصطلاح هي الألفاظ الظاهرة المعنى، المألوفة الاستعمال عند العرب، وهي تكون وصفاً للكلمة والكلام والمتكلم، يُقال: كلمة فصيحة، وكلام فصيح، ومتكلم فصيح. وفصاحة الكلمة هي خلوص الكلمة من تنافر الحروف، بأن لا تكون الكلمة ثقيلة على السمع، صعبة على اللسان، ومن غرابة الاستعمال، وهي كون الكلمة غير ظاهرة المعنى، ولا مألوفة الاستعمال عند العرب، حتى لا يفهم المراد منها، لاشتراك اللفظ، أو للاحتياج إلى مراجعة القواميس. أما الكلام فهو إما خبر وإما إنشاء، والخبر هو ما يحتمل الصدق والكذب، أما الإنشاء فهو ما لا يحتمل صدقاً ولا كذباً، كالأمر والنهي والاستفهام والتمني والنداء وغيرها.
يُعرّف البيان في اللغة بأنه الكشف والظهور، واصطلاحاً هو أصول وقواعد يُعرف بها إيراد المعنى الواحد بطرق متعدّدة وتراكيب متفاوتة: من الحقيقة والمجاز، والتشبيه والكناية.. مختلفة من حيث وضوح الدلالة على ذلك المعنى الواحد وعدم وضوح دلالتها عليه. وعلم البيان يعتمد على أركان ثلاثة: التشبيه والمجاز والكناية، أما التشبيه فهو اصطلاحًا عقد مماثلة بين شيئين أو أكثر وإرادة اشتراكهما في صفة أو أكثر بإحدى أدوات التشبيه لغرض يريده المتكلّم، كما في قول: «زيد كالأسد»، والمجاز هو في الاصطلاح نقل الكلمة عن معناها الأصلي، واستعملها في معنى مناسب لها، كاستعمال «الأسد» في «الرجل الشجاع»، والمجاز من الوسائل البيانية الذي يكثر في كلام الناس، البليغ منهم وغيرهم، وليس من الكذب في شيء كما توهّم. وأما الكناية فيُقصد بها اصطلاحًا: لفظ أريد به غير معناه الموضوع له، مع إمكان إرادة المعنى الحقيقي، لعدم نصب قرينة على خلافه، وهذا هو الفرق بين المجاز والكناية، ففي الأول لا يمكن ارادة الحقيقي لنصب القرينة المضادّة له، بخلاف الثاني.
يُعرّف علم البديع بأنه ذلك العلم الذي يُعرف به وجوه تحسين الكلام، والمحسنات على قسمين: معنوية ولفظية، وهذه تضم السجع وطباق والجناس والمقابلة والتشبيه. يتحدث علماء اللغة عن علاقة الفصاحة بالبلاغة فيقولون: تكون الفصاحة في المفرد والمركب، وتكون البلاغة في المركب وحده، فلذلك قيل «كل بليغ فصيح، وليس كل فصيح بليغاً». ويعد قول أبي تمام في مدح المعتصم عندما فتح عمورية مثالا للبلاغة:

### علم العروض والقوافي
العروض هو «علمٌ يُبحث فيه عن أحوال الأوزان المعتبرة» أو «هو ميزان الشعر به يعرف مكسورة من موزونه»، كما أن النحو معيار الكلام به يعرف معربه من منونة، وبتعبير آخر فإن العروض هو علم ميزان الشعر أو موسيقى الشعر. ويُرجع رجال التراجم الفضل في نشأة علم العروض إلى الخليل بن أحمد الفراهيدي الأزدي، أحد أئمة اللغة والأدب في القرن الثاني الهجري الذي استنبط مع صاحبه الليث بن المظفر الكناني علم العروض وأخرجاه إلى الوجود وحصرا أقسامه في خمس دوائر يستخرج منها خمسة عشر بحرا، ثم زاد الأخفش بحرا واحدا وسماه «المتدارك»، كما يذكر أن الخليل كان له معرفة بالإيقاع والنغم وتلك المعرفة أحديث له علم العروض. وإذا كان الخليل بن أحمد غير مسبوق في وضع علم العروض فإن أبا عمرو بن العلاء التميمي قد سبقه في الكلام عن القوافي وقواعدها ووضع لها أسماء ومصطلحات خاصة. يقول علماء اللغة والخبراء أن صلة العروض بالموسيقى هي صلة الفرع المتولد من الأصل، فالعروض في حقيقية أمره ليس إلا ضربا من الموسيقى اختص بالشعر على أنه مقوم من مقوماته. وإذا كان للموسيقى عند كتابتها رموز خاصة يدل على الأنغام المختلفة وللعروض كذلك رموز خاصة به في الكتابة تخالف الكتابة الإملائية التي تكون على حسب قواعد الإملاء المتعارف عليها وهذه الرموز العروضية يدل بها على التفاعيل التي هي بمثابة أنغام الموسيقى المختلفة. والكتابة العروضية تقوم على أمرين أساسين هما: ما ينطق يكتب، ما لا ينطق لا يكتب؛ وتحقيق هذين الأمرين عند الكتابة العروضية يستلزم زيادة بعض أحرف لا تكتب إملائيا وحذف بعض أحرف تكتب إملائيا.
يتألف المقطع العروضي من حرفين على الأقل وقد يزيد إلى خمسة أحرف والعروضيون يقسمون التفاعيل التي تتكون منها أوزان الشعر إلى مقاطع تختلف في عدد حروفها وحركاتها وسكناتها، ويبلغ عدد التفاعيل العروضية التي اخترعها الخليل عشر تفاعيل كاللأتي: فاعلن، فعولن، مفاعيلن، مستفعلن، مفاعلتن، متفاعلن، مفعولات، فاعلاتن، مستفعلات، فاعلاتن. يصل عدد بحور العروض إلى ستة عشر بحرا، وضع الخليل بن أحمد خمسة عشر منها وزاد عليها تلميذه الأخفش بحرا واحدا، وقد رتب العروضيون بحور الشعر الستة عشر على حسب اشترال كل مجموعة منها في دائرة عروضية واحدة على الوجه التالي: الدائرة الأولى وتحوي البحر الطويل، والمديد، والبسيط؛ الدائرة الثانية وتحوي البحر الوافر والكامل؛ الدائرة الثالثة وتحوي بحر الهزج، والرجز، والرمل؛ الدائرة الرابعة وتحوي البحر السريع، والمنسرح، والخفيف، والمضارع، والمقتضب، والمجتث؛ وأخيرا الدائرة الخامسة وتحوي البحرين المتقارب والمتدارك.
ينقسم البيت الشعري إلى قسمين متساويين من حيث النغم والقياس الموسيقى ويعرف كل قسم بالمصراع تشبيها بمصراعي الباب أو بالشطر فيقال الشطر الأول أو الثاني كما يقال المصراع الأول أو الثاني من البيت. ولما كان للتفعيلة الأخيرة من كل شطر أهميته خاصة فقد انفردت بتسمية فالتفعيلة التي في آخر الشطر الأول من البيت تسمى «العروض» بفتح العين والتفعيلة التي في آخر الشطر الثاني تسمى «الضرب» وما عدا ذلك من تفاعيل البيت يسمى «الحشو» وهكذا. مثال على تقطيع بيت شعر باستخدام علم العروض:

### علم الاشتقاق
قال ابن منظور: «اشتقاق الشيء: بنيانه من المرتجل، واشتقاق الكلام: الأخذ به يميناً وشمالاً، واشتقاق الحرف من الحرف: أخذه منه». فهو أخذ صيغة من أخرى مع اتفاقهما معنىً ومادة أصلية، وهيئة تركيب لها؛ ليُدَلَّ بالثانية على معنى الأصل بزيادة مفيدة؛ لأجلها اختلفا حروفاً أو هيئة. وعرف بأنه عملية استخراج لفظ من لفظ، أو صيغة من صيغة أخرى، أو استخراج لفظ من لفظ آخر متفق معه في المعنى والحروف الأصلية. وعرف بأنه أخذ كلمة من كلمة أخرى أو أكثر مع تناسب بينهما في اللفظ والمعنى.
أما طريقة معرفته فتكون من خلال تقليب تصاريف الكلمة حتى يرجع منها إلى صيغة هي أصل الصيغ دلالة اطراد، أو حروفاً غالباً. كضرب فإنه دال على مطلق الضرب فقط. أما ضارب ومضروب، ويضرب، واضْرب فكلها أكثر دلالة وحروفاً. وضَرب الماضي مساوٍ حروفاً وأكثر دلالة، وكلها مشتركة في (ض ر ب) وفي هيئة تركيبها. تكمن أهمية علم الاشتقاق في أنه يُمكن الباحث من التعمق في فهم كلام العرب، ومن ثَمَّ في فهم كلام الشارع، وكثيرًا ما يُلاحظ المرء أن المفسرين يشيرون إشارات عابرة إلى أمثلة من هذا العلم، وكثير من المصنفين في العلوم يشيرون أيضًا إليه إشارات عابرة عند شرح بعض الاصطلاحات وبيان وجه الاشتقاق فيها.

### التصريف
الأصل في اللغة العربية فصل الكلمة عن أختها، لأن كل كلمة تدل على معنى غير معنى الأخرى، وكما أن المعنيين متميزان عن بعضهما البعض، فكذلك اللفظ المعبر عنهما، وكذلك الخط النائب عنه. وخرج من ذلك ما يأتي: ما لا يصح الابتداء به كالضمائر، ونونيّ التوكيد (الثقيلة والخفيفة)، وتاء التأنيث؛ ما لا يصح الوقف عليه وهو صدر المركب المزجي مثل: بعلبك، وبختنصر، وقاضيخان، إلا أحد عشر وأخواته؛ ما ركّب مع المائة من الآحاد كخمسمائة ونحوه؛ اتصال «ذا» مع «حب» كما في قول «حبذا المجد»؛ ما ركب مع «إذ» المنونة من الظروف مثل «ساعتئذ»، فإن لم تنون بأن جاء بعدها الجملة كتبت مفردة كقول «فرحوا حين إذ جاءهم النصر»؛ «من» إذا اتصلت بما يلي: «من»، أو «عن»، أو «في» مثل «ممن» ــ «عمن» ــ «فيمن»؛ «ما» الاستفهامية إن جرت باسم أو حرف نحو مثل «مم تخاف؟» «عن تسأل؟» «فيم تفكر؟» «حتام؟» «علام؟»، أما إذا وقعت «ما» قبل: ليس أو لا أو لم أو بعد إلا فتكون موصولة، وإذا وقعت بين فعلين سابقهما يدل على علم أو دراية أو نظر احتملت (الموصولية والاستفهامية والمصدرية) والذي يفرق السياق وإذا وقعت «ما» بعد الباء احتملت المصدرية والموصولية، وإذا وقعت «ما» بعد كاف التشبيه وكانت بين فعلين متماثلين فهي مصدرية غير زمانية؛ «ما» النكرة والموصولة توصل بمن أو عن أو في أو سي أو (نعم للمدح مكسورة العين وحصل الإدغام وتلاها جملة فعلية) مثل قول: مما ــ عما ــ فيما ــ ولا سيما ــ نعما يعظكم به؛ «ما» المصدرية توصل بما قبلها إن دل على شرط أو استفهام، مثال ذلك: «كلما أضاء لهم مشوا فيه»، و«أينما صنعت صنعك»، وتوصل أيضا بحين، وقبل نحو: «حينما وقبلما»، وتوصل بمثل وريث جوازا نحو: «مثلما أنكم تنطقون»، و«ريثما أتحول»؛ «ما» الزائدة توصل بما قبلها، إلا متى وأيان وشتان؛ «ما» الكافة تتصل بطال وقل وبأن وأخواتها وبحيث ورب وبسي وبين وقبل، مثل: قلما ــ طالما ــ إنما ــ لكنما ــ لعلما ــ ليتما ــ ولاسيما؛ «لا» إذا سبقها «أن» غير الناصبة فصلت قطعا، أما الناصبة فالجمهور على اتصالها بها، وقال أبو حيان: «إنها تكتب مفصولة لأنه الأصل»، وإذا سبقها «كي» فلا توصل بها حتما، ولاتوصل لن ولم وأم بشيء إلا «لما» وهي لنفي الماضي القريب؛ ومما وصل شذوذا: «ويلمه»، «ويكأنه»، والأصل هو «ويل أمه»، «ووي كأنه».

### الإعراب

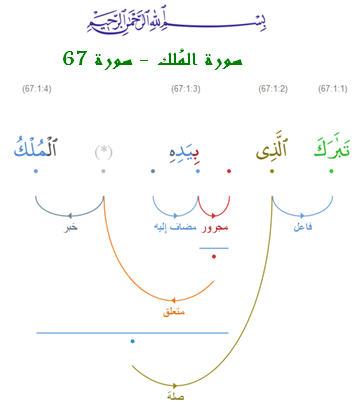
إعراب نص قرآني.

الإعراب هو مصدر «أعْرَب» والتي تعني تبيين الشيء أو توضيحه، والإعراب في اللغة العربية هو تغيير الوظائف النحوية للكلمات ضمن جملة ما والذي يَترتب عليه تغيير لفظ آخرها (آخرها ربما لا يَكون آخر حرف فقط، فمثلاً إذا نُصب جمع المذكر السالم فسوف يتغير آخر حرفان فيه). ويُقابل الإعراب البناء، حَيث أن الكلمات تُقسم إلى مَبنية ومُعربة. فالمبنية نطق آخرها هو نفسه دائماً (مثل الفعل الماضي)، أما المُعربة فيتغير نُطق آخرها حسب موضعها في الجملة وما يَسبقها من كلمات (مثل الفعل المضارع والأسماء). وتأتي أهمية الإعراب في فهم قواعد اللغة والكيفية التي يَجب أن تُكتب بها الكلمات، فأحياناً يُختلف حول نُطق كلمة ما ويَكون الإعراب هو الحل لمعرفة نُطقها الصحيح. وبالتالي فالإعراب هو وسيلة لمعرفة نُطق الكلمات ولذلك فله فائدة وأهمية كبيرين، فبالأحرى هو «قواعد اللغة العربية» وتعلمه ضروري لتعلم اللغة. وهذا بالرغم من أن البعض لا يَعتبرون الإعراب هاماً. وللإعراب فوائد عديدة منها: يعطي صلة قوية بالمعاني ويوضحها، به يعرف الخبر الذي هو أصل الكلام، به يُميز الفاعل من المفعول، حركات الإعراب تقدم ضرباً من الإيجاز، والإعراب يتيح للكتّاب والشعراء التصرف في مواضع ألفاظهم.

### الترادف والتضاد
المرادف في اللغة العربية هو كلمة لها نَفس معنى كلمة أخرى لكن نُطقها مُختلف، مثل الأسد والسبع والليث وغيرها. والعربية من أغنى اللغات بالمترادفات إن لم تكن أغناها، فمثلاً للسيف أكثر من ألف اسم وللأسد خمسمئة وللثعبان مئتين وللعسل أكثر من ثمانين. قال ابن فارس، أحد علماء اللغة العربية الذين عاشوا في القرن الرابع الهجري:
| اللغة العربية | وإن أردت أن سائر اللغات تبين إبانة اللغة العربية، فهذا غلط، لأنا لو احتجنا أن نعبر عن السيف وأوصافه بالفارسية لما أمكننا ذلك إلا باسم واحد، ونحن نذكر للسيف بالعربية صفات كثيرة، وكذلك الأسد والفرس وغيرهما من الأشياء المسماة بالأسماء المترادفة، فأين هذا من ذاك؟ وأين لسائر اللغات من السعة ما للغة العرب | اللغة العربية |

لكن في نفس الوقت يقول كثير من علماء اللغة أن هذه ليست مترادفات تماماً، حيث توجد فروق دقيقة بين الكلمات لا يَعرفها كثير من الناس مما يجعلهم يظنون أن معناها واحد. وقد كان يَقول أبو العباس أحمد بن يحيى، الملقب ثعلبا، أن ما يظنه بعض الناس من المترادفات هو من المتباينات. ويروي أن أبا علي الفارسي قال:
| اللغة العربية | كنت بمجلس سيف الدولة بحلب، وبالحضرة جماعة من أهل لغة ومنهم ابن خالويه، فقال ابن خالويه: أحفظ للسيف خمسين اسما، فتبسم أبو علي وقال: ما أحفظ له إلا اسما واحدا وهو السيف. فقال ابن خالويه: فأين المهند والصارم وكذا وكذا؟ فقال أبو علي: هذه صفات. | اللغة العربية |

وقد كان لابن فارس نفس رأي معلمه «ثعلب»، حيث قال:
| اللغة العربية | ويسمى الشيء الواحد بالأسماء المختلفة نحو: السيف والمهند والحسام. والذي نقوله في هذا أن الاسم واحد هو السيف، وما بعده من الألقاب صفات. ومذهبنا أن كل صفة منها فمعناها غير الأخرى.. وأما قولهم أن المعنَيَين لو اختلفا لما جاز أن يُعبّر عن الشيء بالشيء، فنقول: إنما عبر عنه عن طريق المشاكلة، ولسنا نقول إن اللفظتين مختلفتان فيلزمنا ما قالوه، وإنما نقول: إن في كل واحدة منهما معنى ليس في الأخرى. | اللغة العربية |

## التعليم والانتشار

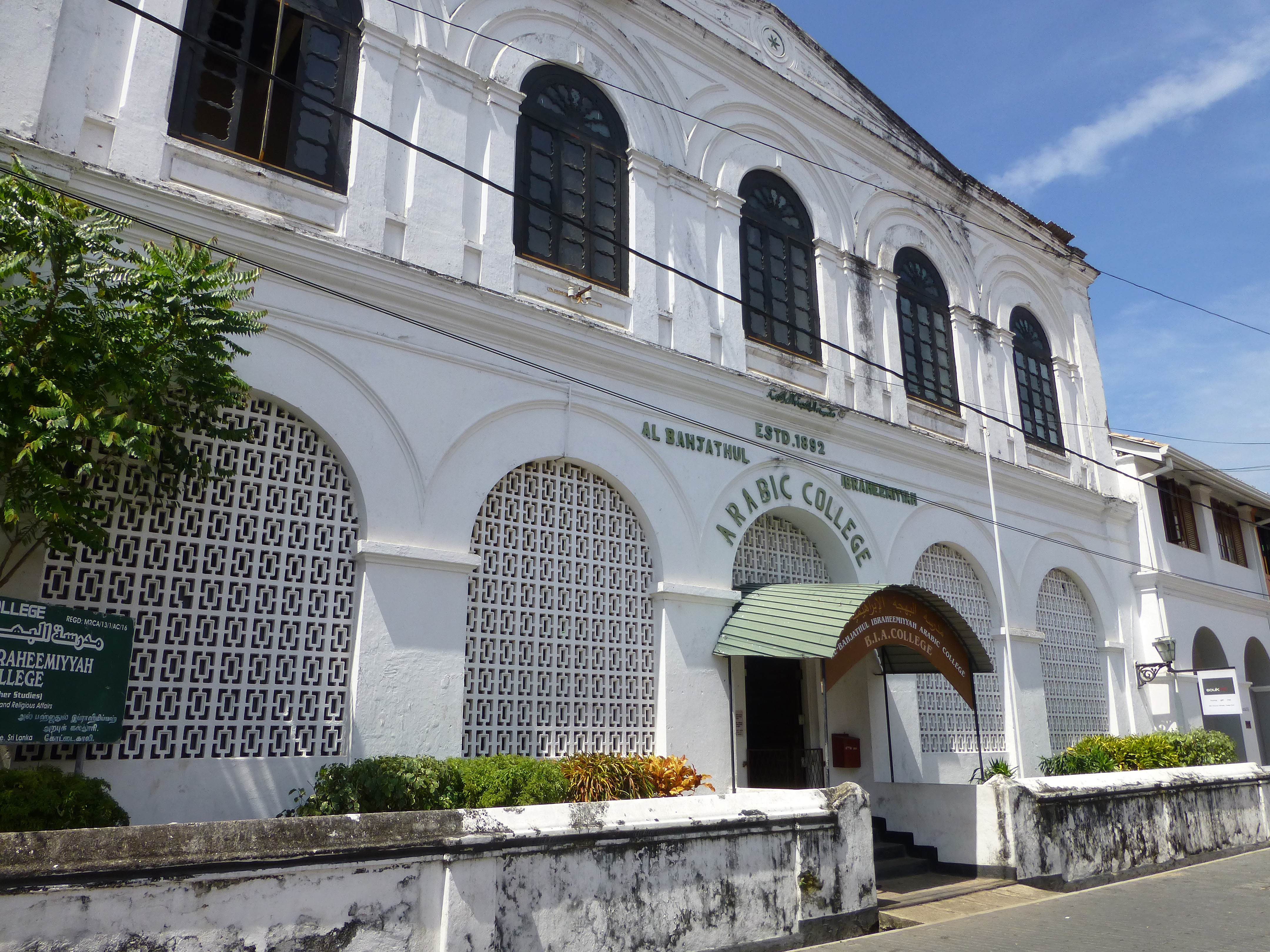
في شبه الجزيرة الهندية تنتشر الكليات والمدارس التي تعلم الطلبة المسلمين اللغة العربية. والصورة من جزيرة سريلانكا.

تواجه اللغة العربية وتعليمها العديد من المشاكل حالياً. تسبب الثنائية اللغوية في الوطن العربي مُشكلة في تعليم اللغة العربية، فهناك بواق من لغات قديمة في العديد من البُلدان العربية. على سبيل المثال، اللغة «النوبية» في شمال السودان وجنوب مصر و«الأثورية» (من بقايا الآشورية) و«الكردية» في العراق و«الأرمنية» في بلاد الشام و«الأمازيغية» في شمال إفريقيا. ولذلك فتعلم سكان تلك المناطق لهذه اللغات في بداية حياتهم يَجعل تعلم العربية لاحقاً أمرا صعبا. وهذا عدا عن مشكلة اللهجات العربية، فالسكان المحليون يُفضلون تحدث اللهجات العامية ولا يتحدثون الفصحى على نطاق واسع. وقد بدأت الكتابة العامية بالانتشار خاصة على الإنترنت والمواقع الاجتماعية، مما أصبح يُشكل تهديدا حقيقيا للغة العربية الفصحى. وبالإضافة إلى هذا فقد بدأت المدارس العالمية التي تُدرّس باللغة الإنكليزية بالانتشار بشكل واسع مؤخرا في الوطن العربي، مما يُشكل أزمة إضافية للغة العربية وتهديدا آخر لها. وغير المدارس العالمية، فالجامعات هي مُشكلة أخرى، فاللغة العربية تواجه ضعفا شديدا في توفير بدائل عربية للمصطلحات الحديثة. ولذلك فقد أصبحت المواد في الجامعات تُدرّس باللغة الإنكليزية، وهذا أيضا يُسبب مشكلة للغة العربية.
في النصف الثاني من القرن العشرين بدأت معاهد تعليم اللغة العربية بالظهور، لكن واجهت هذه المعاهد مُشكلة، فيجب استخدام مناهج مُختلفة لتعليم الكتابة العربية لغير الناطقين بها عن تلك التي تُستخدم لتعليم الكتابة للعرب، ولم يَكن هناك خبراء لإعداد المناهج المناسبة، وقد استمر الوضع هكذا حتى بدأت معاهد جديدة تُفتح في أواسط السبعينيات لحل هذه المُشكلة، مثل «معهد الخرطوم الدولي للغة العربية»، وقد نجحت المعاهد بعلاج المشكلة نوعا ما في البلدان العربية، لكن تعليم العربية خارج الوَطن العربي ما زال يواجه المشكلة نفسها.
وتبرز أمام تعليم اللغة العربية في أوروبا عدة تحديات، أولها ضعف المستوى التعليمي العام مع أن الإقبال على تعلم العربية في ازدياد، ولكن قلة المؤهلين للتدريس تأهيلا مناسبا يؤدي إلى ضحالة في التحصيل العام. وثانيها تشتت جهود كثير من القائمين على تعليم اللغة العربية وغياب التعاون على مستوى المناهج وانعدام التنسيق وتبادل الخبرات في إطار عمل مؤسساتي، رغم محاولات جادة وإيجابية تظهر أحيانا في بعض المشاريع. وثالثها تهميش وقلة اعتبار للغة العربية في أوروبا، مع تقهقر تدريجي وخطير في استعمالها.
في الولايات المتحدة، ارتفع عدد الطلاب الدارسين للغة العربية من سنة 2002 حتى سنة 2006 بنسبة 126.5% ليصل إلى 23974 طالب وهي اللغة العاشرة الأكثر طلباً في المستوى الجامعي. فضلاً عن ذلك، فهي اللغة الرابعة أو الثانية الأكثر طلباً في المملكة المتحدة وفقاً لتقرير رسمي نشره المجلس الثقافي البريطاني. اللغة العربية هي اللغة الثالثة الأكثر انتشاراً في الأرجنتين، فوفقاً لبعض الإحصائيات يتحدث حوالي مليون شخص العربية جميعهم من أصول عربية. وفي بلجيكا تحتل اللغة العربية المركز الرابع في بروكسل من حيث عدد المتحدثين. أما في فرنسا والسويد فهي اللغة الأم الأجنبية الأولى الأكثر انتشاراً، وذلك نتيجة الهجرة واللجوء. وفي فنلندا أصبحت اللغة العربية في المرتبة الثالثة من حيث الناطقين بها كلغة أم. تأتي اللغة العربية في المركز الثاني من حيث اللغات الأم الأجنبية الأكثر انتشاراً في تركيا أيضاً. بالإضافة إلى ذلك، أظهرت دراسة حديثة مُفاجِئة أن العربية هي اللغة الأجنبية الثانية الأكثر انتشاراً في أستراليا.
تحظى اللغة العربية بشعبية واسعة في كوريا الجنوبية، حيث أن نسبة اختيارها كلغة ثانية هو 70%، أي أن سبع طلاب من كل عشرة يختارونها في امتحانات «السونيونغ» الكورية. علاوةً على ذلك، تحظى اللغة العربية بمرتبة خاصة في الفلبين (إلى جانب اللغة الإسبانية)، وذلك بالإضافة إلى كل من باكستان وبنغلاديش والنيجر ومالي والسنغال.

## اللهجات العربية
حسب معهد الصيف العالمي للغويات، فالعربية لها كثير من اللهجات عابرة الحدود عادةً، والتي يمكن تقسيمها حسب الأماكن الجغرافية إلى:

توزع اللهجات العربية الرئيسية في الوطن العربي.

- لهجات شبه الجزيرة العربية، وهي تنقسم إلى:
  - اللهجة الخليجية: يتحدث بها سكان دول الخليج العربي مثل الكويت والبحرين وقطر والإمارات العربية المتحدة، إضافة لبعض أنحاء عُمان والسعودية.[152][153]
  - اللهجة العمانية: وهي تُعرف أيضًا باللهجة العُمانية الحضرية، ويتحدث بها سكان جبال الحجر في سلطنة عُمان وبعض مناطقها الساحلية المجاورة. وكان أغلب التجار العرب القاطنين بسواحل كينيا وتنزانيا يتحدثون بها إضافة إلى المسلمين من سكان تلك البلاد، إلا أن معظمهم اليوم تحول ليتحدث باللغة السواحيلية.[154][155]
  - اللهجة الحجازية: يتحدث بها سكان إقليم الحجاز (مدن الطائف، والمدينة المنورة، أبها، الباحة) وسكان إقليم تهامة (مدن جدة، مكة، ينبع، رابغ) في المملكة العربية السعودية، ويتحدث سكان هذين الإقليمين في الواقع مجموعتين من اللهجات، الأولى ينطق بها البدو وسكان القرى من أبناء القبائل العربية وتشابه اللهجة النجدية، والثانية يتحدث بها الحضر المستوطنين للمدن وتشابه لهجة أهل الخرطوم في السودان وسكان صعيد مصر.[156]
  - اللهجة النجدية: يتحدث بها سكان إقليم نجد في وسط السعودية وبعض المناطق في بادية كل من الأردن وسوريا والعراق.[154][157]
  - اللهجة البحرانية: يتحدث بها البحارنة، في البحرين وبعض أجزاء المنطقة الشرقية في السعودية، إضافة لبعض أنحاء عُمان.[158]
  - اللهجة الظفارية: يتحدث بها سكان منطقة صلالة وجوارها في محافظة ظفار بسلطنة عُمان.[159]
  - اللهجات اليمنية: يتحدث بها سكان اليمن وأجزاء من جنوب غرب السعودية.[160][161] وجيبوتي، وهي تنقسم إلى عدد من اللهجات بدورها هي: اللهجة الحضرمية[162] واللهجة الصنعانية[163] واللهجة التعزية-العدنية.[164]
- اللهجة العراقية: يتكلمها حوالي 29 مليون شخص في العراق إضافة إلى سكان إقليم الأحواز (عربستان) والمناطق الشرقية من سوريا. تظهر فيها اختلافات واضحة بطريقة النطق، فسكان جنوب البلاد ينطقونها بشكل مشابه لنطق سكان شبه الجزيرة العربية والخليج العربي، بينما تختلف طريقة نطق سكان الشمال بها. تتفرع منها بضع لهجات يتكلمها سكان المناطق المجاورة في سوريا وإيران وتركيا، ومن أمثلتها اللهجة المصلاوية التي يتحدث بها قرابة 7 ملايين شخص في شمال البلاد، شمال سوريا، والأقاليم السورية الشمالية (جنوب شرق تركيا حالياً).[154]
- لهجات بلاد الشام، وتتفرع منها: اللهجات السورية واللهجات اللبنانية والأردنية واللهجات الفلسطينية واللهجة القبرصية. يتحدث بها 35 مليون شخص تقريبًا في كل من: لبنان وسوريا والأردن وفلسطين وإسرائيل وقبرص وتركيا. هي من أقرب اللهجات إلى الفصحى ومن أكثرها فهماً وتداولاً، وخصوصاً بعد الانتشار الواسع الذي حققته الأعمال الدرامية السورية. نادى بعض المفكرين والداعمين لفكرة «الوطن السوري» أو «سوريا الكبرى» باعتبار هذه اللهجة لغة مستقلة، كما نادى البعض الآخر باعتبار اللهجة اللبنانية لغة مستقلة.[165]
- اللهجة المصرية: يتكلمها حوالي 80 مليون شخص في مصر، وهي تعدّ أكثر اللهجات فهمًا في الوطن العربي، وذلك بسبب الانتشار الواسع للأفلام والمسلسلات التلفزيونية المصرية بالإضافة إلى الأغاني. تتفرع منها بضعة لهجات مثل اللهجة الصعيدية، اللهجة الإسكندرانية، واللهجة القاهرية. يتجه بعض الأقباط والليبراليين المصريين إلى اعتبارها لغة مستقلة عن اللغة العربية، ويطلقون عليها اسم «اللغة المصرية الحديثة»،[166] بعد أن كانوا يطلقون عليها سابقًا «اللغة المصرية العامية».[167][168]
- اللهجة السودانية: يتحدث بها سكان السودان، وتتفرع منها عدة لكنات، نظراً لمساحة البلاد الشاسعة ولوجود عدد من المجموعات العرقية والقبائل المختلفة فيها، والتي تختلف طريقة لفظ كل منها لمخارج الحروف.
- اللهجة التشادية: يتحدث بها سكان تشاد بشكل رئيسي، وهي شائعة في بعض أنحاء مالي والكاميرون والنيجر وشمال نيجيريا وغرب السودان. يبلغ عدد متكلميها حوالي المليون، وهي تعدّ لغة تواصل مشترك في معظم أنحاء المنطقة المنتشرة فيها.[154]
- اللهجات المغاربية، وتتفرع منها: اللهجة الحسانية، اللغة المالطية، اللهجة الجزائرية، اللهجة التونسية، اللهجة الليبية، اللهجة المغربية، اللهجة الصقلية (منقرضة)، واللهجة الأندلسية (منقرضة). يتحدث بها حوالي 90 مليون شخص في كل من المغرب وموريتانيا والصحراء الغربية والجزائر وتونس وليبيا والنيجر وبعض أنحاء مالي وشمال غرب مصر. غالبًا ما يعدّ باقي العرب هذه اللهجة أبعد اللهجات عن العربية الفصحى [محل شك]. تأثرت هذه اللهجة باللغة الأمازيغية وباللغة الفرنسية عبر العصور، وإن كان تأثير هاتين اللغتين مختلفاً باختلاف المنطقة.[169] كانت اللهجة الأندلسية لهجة سكان الأندلس من عرب ومستعربين (إيبيريون، قوط وسقالبة وأمازيغ)، وقد استمرت حتى القرن الخامس عشر، أما اللهجة الصقلية، فقد كان الناس يتحدثون بها في جزيرة صقلية وجنوب إيطاليا حتى القرن الرابع عشر، عندما تطورت إلى اللغة المالطية.[170]

## التأثير والتأثر

### تأثير العربية في اللغات الأخرى

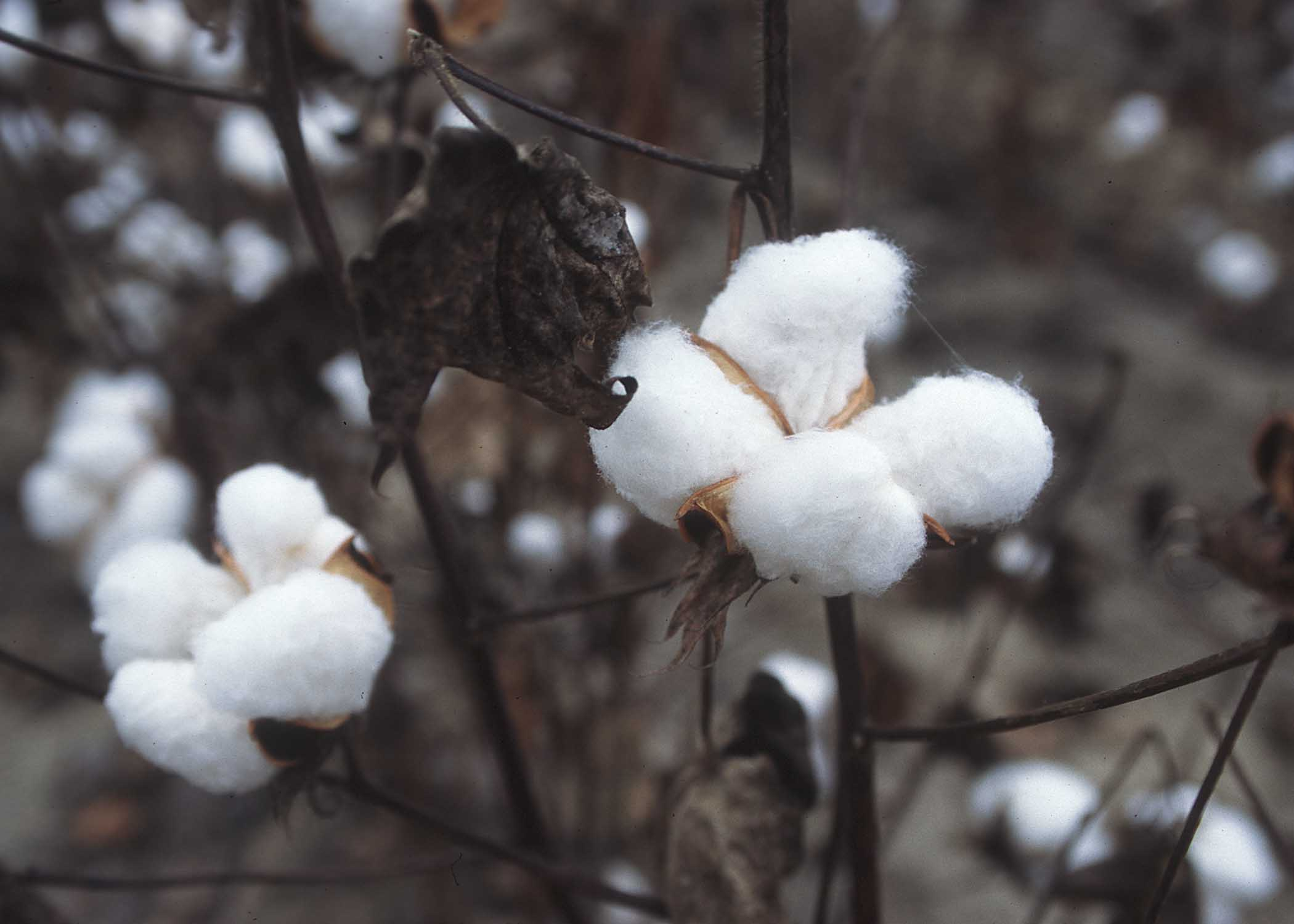
القطن، إحدى المنتوجات التي يُشتق اسمها اللاتيني من العربية.

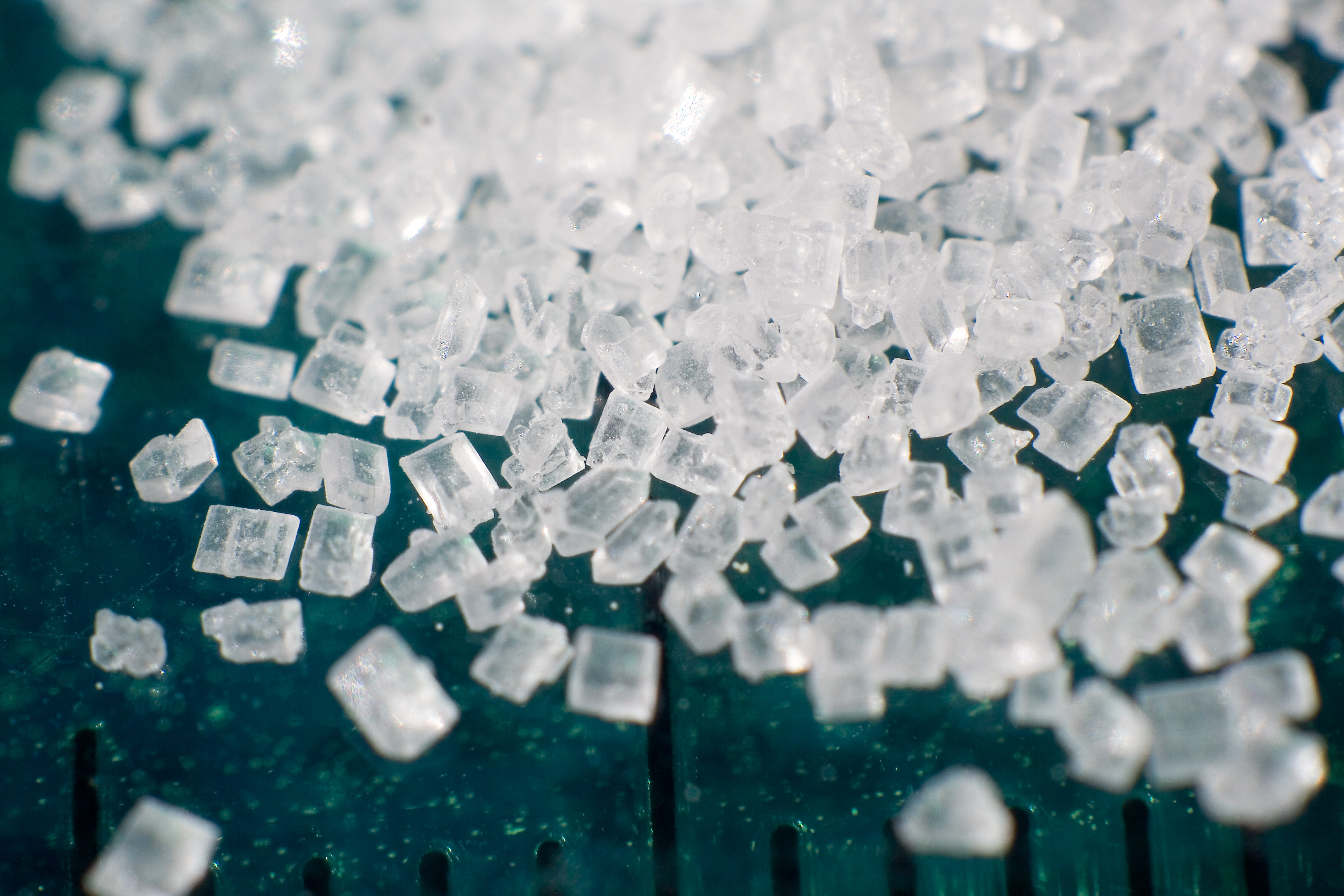
كان السكر أحد المنتوجات الشرقية التي اقتبسها الأوروبيون الصليبيون من العرب وأبقوا على اسمها كما هو.

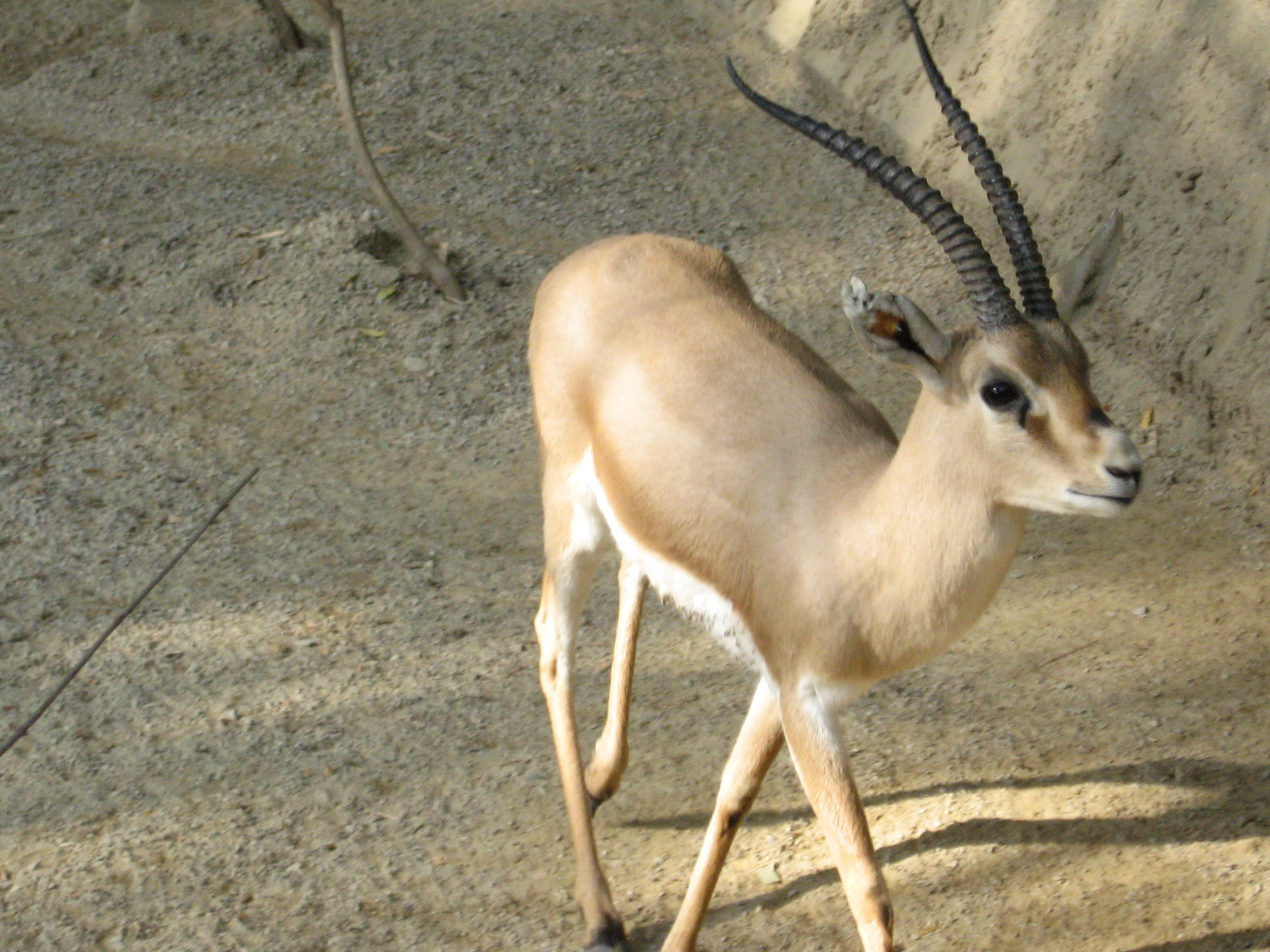
اسم "غزال" هو الاسم الذي استعمله الأوروبيون لوصف هذه الحيوانات، نقلًا عن العرب.

امتد تأثير العربية (كمفردات وبُنى لغوية) في كثير من اللغات الأخرى بسبب قداسة اللغة العربية بالنسبة للمسلمين إضافة إلى عوامل الجوار الجغرافي والتجارة (فيما مضى). هذا التأثير مشابه لتأثير اللغة اللاتينية في بقية اللغات الأوروبية. وهو ملاحظ بشكل واضح في اللغة الفارسية حيث المفردات العلمية معظمها عربية بالإضافة للعديد من المفردات المحكية يوميا (مثل: ليكن== لكن، و، تقريبي، عشق، فقط، باستثنائي == باستثناء). اللغات التي للعربية فيها تأثير كبير (أكثر من 30% من المفردات) هي:

الأردية والفارسية والكشميرية والبشتونية والطاجيكية وكافة اللغات التركية والكردية والعبرية والإسبانية والصومالية والسواحيلية والتيغرينية والتجرية والأورومية والفولانية والهوسية والمالطية والبهاسا وديفيهي (المالديف) وغيرها. بعض هذه اللغات ما زالت يستعمل الأبجدية العربية للكتابة ومنها: الأردو والفارسية والكشميرية والبشتونية والطاجيكية والتركستانية الشرقية والكردية والبهاسا (بروناي وآتشيه وجاوة).
دخلت بعض الكلمات العربية في لغات أوروبية كثيرة مثل الألمانية، الإنكليزية، الإسبانية، البرتغالية، والفرنسية، وذلك عن طريق الأندلس والتثاقف طويل الأمد الذي حصل طيلة عهد الحروب الصليبية. ومن الكلمات الأوروبية والتركية ذات الأصل العربي:
| بالإنكليزية  | بالفرنسية | بالإسبانية | بالبرتغالية | بالألمانية | بالتركية      | الأصل العربي    |
| ------------ | --------- | ---------- | ----------- | ---------- | ------------- | --------------- |
| Alchemy      | Alchimie  | Alquimia   | Alquimia    | Alchemie   | Alşimi ,Simya | الكيمياء        |
| Alcohol      | Alcool    | Alcohol    | Álcool      | Alkohole   | Alkol         | الكحول أو الغول |
| Algebra      | Algèbre   | Álgebra    | Álgebra     | Algebra    | Cebir         | الجبر           |
| Sugar        | Sucre     | Azúcar     | Açúcar      | Zucker     | Şeker         | السكر أو "سكر"  |
| Cotton       | Coton     | Algodón    | Algodão     | Baumwolle  | Pamuk(5)      | القطن أو "قطن"  |
| Admiral      | Amiral    | Almirante  | Almirante   | Admiral    | Amiral        | أمير البحر      |
| Lemon        | citron    | limón      | limão       | Zitrone    | limon         | الليمون         |
| Valley ,Wadi | Vallée    | Valle      | Vale        | Valley     | Vadi          | الوادي          |
| Coffee       | Café      | Café       | Café        | Kaffee     | Kahve         | قهوة            |
| Gazelle      | Gazelle   | Gacela     | Gazela      | Gazelle    | Ceylan(5)     | غزال            |

وهناك شكل آخر غير مباشر من التأثير والمتمثل في استخدام كلمات لاتينية معينة بمعنى غير كلاسيكي، مستمدة من استخدامها في الترجمات اللاتينية للأعمال الفلسفية العربية في القرون الوسطى (مثل أعمال ابن رشد)، والتي دخلت إلى المفردات المدرسية، وبعدها جاء استخدامها في اللغة المتحدثة.
المثال على هذا يتمثل في المثل العربي “القشة التي قسمت ظهر البعير”، فقد أخذ نفس المعنى بالضبط وتم تحويله إلى كلمات إنجليزية لتصبح:
. The straw that Broke the Camel’s Back

### تأثير اللغات الأجنبية على العربية
لم تتأثر اللغة العربية باللغات المجاورة كثيرًا رغم الاختلاط بين العرب والشعوب الأخرى، حيث بقيت قواعد اللغة العربية وبنيتها كما هي، لكن حدثت حركة استعارة من اللغات الأخرى مثل اللغات الفارسية واليونانية لبعض المفردات التي لم يعرفها العرب.
وهناك العديد من الاستعارات الحديثة، سواء المكتوبة أم المحكية، من اللغات الأوربية، تعبِّر عن المفاهيم التي لم تكن موجودةً في اللغة سابقا، مثل المصطلحات السياسية (الإمبريالية، الأيديولوجيا، إلخ.)، أو في مجال العلوم والفنون (رومانسية، فلسفة، إلخ.) أو التقنيات (باص، راديو، تلفون، كمبيوتر، إلخ.). إلاّ أن ظاهرة الاستعارة هذه ليست حديثة العهد، حيث قامت اللغة العربية باستعارة بعض المفردات من اللغات المجاورة منذ القديم، افتقارًا للمعنى (أي تعبيرًا عن مفردات لم تكن موجودة في لغة العرب) (بوظة - نرجس - زئبق- آجر - جوهر (مجوهرات) - طربوش - مهرجان - ميدان - باذنجان - توت - طازج - فيروز من الفارسية البهلوية مثلًا). وبشكل عام فإن تأثير الفارسية أكثر من لغات أخرى كالسريانية واليونانية والقبطية والكردية والأمهرية. ودخل في لهجات المغرب العربي بعض الكلمات التركية والبربرية (مثل فكرون = سلحفاة) وخاصةً من اللغة الفرنسية نتيجة الاستعمار الفرنسي.
هذا وتوجد نزعة إلى ترجمة أو تعريب كافة الكلمات الدخيلة؛ إلاّ أنها لا تنجح في كل الأحيان. فمثلًا، لا يُستعمل المقابل المعرّب للراديو (مذياع) عمليا، بينما حازت كلمة «إذاعة» على قبول شعبي واسع.

## التعريب
يستخدم مصطلح التعريب في الثقافة العربية المعاصرة في أربع معان مختلفة وقد يشير إلى معان أخرى، ويقود أحياناً إلى الخلط والالتباس:
- قد يقصد بالتعريب إعادة صياغة الأعمال والنصوص الأجنبية بشيء من التصرّف في معناها ومبناها بحيث تتوافق مع الثقافة العربية وتصبح نوعا ما عربية السمة
- وقد يقصد به أحياناً الترجمة، وهذا قريب الصلة بالمعنى السابق. لكن يرى اللغويون أن هذا خطأ وتنقصه الدقة؛ فالترجمة ليست تعريبا، حيث أنها لا تتعدى نقل النصوص من لغة والتعبير عنها بلغة أخرى.
- المعنى الثالث وهو الأشهر في الاستعمال، ويقصد به نقل اللفظة الأجنبية كما هي مع شيء من التعديل في صورتها بحيث تتماشى مع البناء العام والقواعد الصوتية والصرفية للغة العربية. مثل لفظة هدرجة، وتلفاز وغيرها من الألفاظ غير عربية الأصل.
- المعنى الرابع وهو ما يشيع بين الدارسين والمهتمين باللغة العربية، ويقصد به تحويل لغة التعليم والدراسة في الكليات والمعاهد والمدارس في الوطن العربي إلى اللغة العربية بحيث تصبح لغة التأليف والتدريس مثلها مثل أي لغة عالمية حية أخرى.[183]

ويتماشى مع هذا المعنى «تعريب الحاسوب» - ليقبل العربية كمدخلات ومخرجات -وما يتعلّق به من برمجيات بحيث تصبح العربية هي اللغة الأساسية للتعامل معه انظر معالجة لغات طبيعية
والتعريب هو ابتداع كلمات عربية لتعبر عن مصطلحات موجودة بلغات أخرى وليس لها تسمية عربية، ويتم التعريب إما بالشكل العشوائي الذي يؤدي إلى ابتداع المجتمع أو نحته لمصطلح جديد، ككلمة التلفزيون مثلاً، أو يتم بطريقة ممنهجة (وليس بالضرورة علمية أو صحيحة) عن طريق مجامع اللغة العربية مثلاً، ويوجد في الوطن العربي عدة مجامع للغة العربية تختلف في تعريبها للمصطلحات مما يخلق بلبلة كبيرة في أوساط المستخدمين لهذه المصطلحات. فهي قد تكون معرّبة بشكل حرفي لدرجة أنها تفقد معناها التقني أو قد تكون مبنية على فهم خاطئ للمصطلح الأجنبي، كما قد تحاول إلباس كلمة عربية قديمة لباسا جديداً بصيغة غريبة لجذر ذي معنى أو علاقة.

## اللغة العربية في الأمم المتحدة
بدأ العمل باللغة العربية بناءً على قرار الجمعية العامة رقم 878 في دورتها التاسعة المؤرخ في 4 كانون الأول / ديسمبر 1954م، باعتبارها لغة عمل عام 1955م، وكان عنوان القرار هو «ترجمة بعض الوثائق الرسمية للجمعية العامة إلى اللغة العربية وفقا للمادة 59 من النظام الداخلي للجمعية العامة»، وفي عام 1960م اتخذت اليونسكو قراراً يقضي باستخدام اللغة العربية في المؤتمرات الإقليمية التي تُنظَّم في البلدان الناطقة بالعربية وبترجمة الوثائق والمنشورات الأساسية إلى العربية.

الشعار الرسـمي لليوم العالمي للغة العربية، لكونه التاريخ الذي أصدرت فيه الجمعية العامة للأمم المتحدة قرارها رقم 3190، عام 1973م والذي يقر بموجبه إدخال اللغة العربية ضمن اللغات الرسمية في المنظمة الأممية.

وفي 18 كانون الأول / ديسمبر 1973م، اعتُمدت اللغة العربية في الجمعية العامة للأمم المتحدة بموجب قرارها 3190 في دورتها الثامنة والعشرين. لتكون بذلك إحدى اللغات الرسمية الست في الجمعية العامة والهيئات الفرعية التابعة لها. ونص القرار على:
| ” | أن الجمعية العامة إذ تدرك ما للغة العربية من دور هام في حفظ ونشر حضارة الإنسان وثقافته، وإذ تدرك أيضاً أن اللغة العربية هي لغة تسعة عشر عضوا من أعضاء الأمم المتحدة (آنذاك)، وأنها لغة عمل مقررة في وكالات: منظمة الأمم المتحدة للتربية والعلم والثقافة، ومنظمة الأمم المتحدة للأغذية والزراعة، ومنظمة الصحة العالمية، ومنظمة العمل الدولية، كما أنها لغة رسمية ولغة عمل في منظمة الوحدة الأفريقية؛ وإذ تلاحظ مع التقدير ما قدمته الدول العربية من تأكيدات بأنها ستُغطي بصورة جماعية النفقات الناجمة عن تطبيق هذا القرار خلال السنوات الثلاث الأولى، تقرر إدخال اللغة العربية ضمن اللغات الرسمية ولغات العمل المعتمدة في الجمعية العامة ولجانها الرئيسية، على أن تقوم بتعديل أحكام النظام الداخلي للجمعية العامة المتصلة بالموضوع. صدر في الاجتماع الرقم 2206، في 18 ديسمبر 1973م. | “ |

وفي 1 كانون الثاني / يناير 1983م، أصبحت اللغة العربية لغة رسمية في مجلس الأمن والمجلس الاقتصادي والاجتماعي، بناء على قرار الجمعية العامة 219 في دورتها 35 المؤرخة 17 كانون الأول / ديسمبر 1980م، ونص على أنه يتعين بموجب هذا القرار أن يُصبح جهاز موظفي اللغة العربية في حجم جهاز موظفي كل من اللغات الرسمية ولغات العمل الأخرى، وعلى أن تتمتع اللغة العربية بنفس الوضع الممنوح للغات الرسمية ولغات العمل الأخرى، وترجو مجلس الأمن إدخال اللغة العربية لغة رسمية ولغة عمل، والمجلس الاقتصادي والاجتماعي إدخال اللغة العربية لغة رسمية في أجل لا يتعدى 1 كانون الثاني / يناير 1983م. وتنفيذاً لهذين القرارين أنشئت دوائر وأقسام الترجمة التحريرية والشفوية العربية بمقر الأمانة العامة في نيويورك وجنيف وفيينا ونيروبي، ووحدة تجهيز النصوص العربية، وقسم المحاضر الحرفية، وقسم تحرير الوثائق الرسمية، وقسم تصحيح التجارب الطباعية، وشعبة النشر، وكلها تتبع إدارة شؤون الجمعية العامة وخدمات المؤتمرات. كما أنشئ قسمان للترجمة العربية في اللجنة الاقتصادية لغرب آسيا ومقرها بيروت، واللجنة الاقتصادية لأفريقيا ومقرها أديس أبابا. وفي نفس الوقت، أنشئ قسم الخدمات الإذاعية وقسم تعليم اللغة العربية، فضلا عن خدمات مكتبة داغ همرشولد، والخدمات التليفزيونية، والإنترنت والخدمات التقنية والتكنولوجية الحديثة من مثل التعرف الصوتي، وخدمة المؤتمرات عن بُعد، والترجمة التحريرية عن بُعد، والترجمة الشفوية عن بُعد، أسوة باللغات الرسمية ولغات العمل الأخرى.

### اليوم العالمي للغة العربية
تحتفل الأمم المتحدة باليوم العالمي للغة العربية في الثامن عشر من شهر كانون الأول / ديسمبر من كل عام. ففي هذا التاريخ من عام 1973م، اعتمدت الجمعية العامة اللغة العربية لغة عمل رسمية، لتكون بذلك إحدى اللغات الست التي تعمل بها الأمم المتحدة، وهي: العربية والإنجليزية والفرنسية والصينية والروسية والإسبانية. ويحتفل النادي العربي في الأمم المتحدة سنوياً بهذه المناسبة من خلال البعثات الدبلوماسية العربية، فيقيم معرضاً للكتب والأعمال الفنية للدول العربية المشاركة في هذا الاحتفال، فضلاً عن إقامة حفل منوعات يشتمل على الكلمات والشعر وفقرات متنوعة من الفنون الشعبية العربية.

## الإحصائيات
في منتصف سنة 2010م أشارت مصادر إلى تقرير مختص يذكر أن اللغة العربية حققت نموًا مرتفعًا بوجودها ضمن قائمة أكثر عشر لغات استعمالاً في الإنترنت، حيث حلّت في المرتبة السابعة محققةً نسبة انتشار وصلت إلى 17.5%، ومتفوقة على لغات حية أخرى من بينها الفرنسية.
ووفقًا لإحصائية نشرت في مارس 2017 حلّت اللغة العربية في المرتبة الرابعة من حيث عدد مستخدمي اللغة على الإنترنت بواقع 173.5 مليون مستخدم.
في 31 مارس 2020م حلّت اللغة العربية في المرتبة الرابعة محققًا ناطقوها نسبة انتشار في الإنترنت تقدر بحوالي 5.2%.

## حواشٍ
- 1: عدد سكان الدول العربية مجتمعة يصل إلى 422 مليون نسمة (تقرير كتاب حقائق العالم السنوي).
- 2: لعل أصل هذا الاعتقاد هو حديث أغلب الظن أنه حديث باطل، قد يصنفه آخرون بأنه ضعيف وهو كما يلي «أحبوا العرب لثلاث، لأني عربي، ولأن القرآن عربي، وكلام أهل الجنة عربي»، وقد صنفه الألباني بأنه حديث موضوع.[190]
- 3: نص شاهد القبر: «تي نفس مر القيس بر عمرو ملك العرب كله ذو أسر التج وملك الأسدين ونزرو وملوكهم وهرب مذحجو عكدي وجا بزجي في حبج نجران مدينة شمر وملك معدو ونزل بنيه الشعوب ووكلهن فرسو لروم فلم يبلغ ملك مبلغه عكدي هلك سنة 223 يوم 7 بكسلول بلسعد ذو ولده».

وترجمته باللغة العربية المعاصرة: «هذا قبر امرئ القيس بن عمرو ملك العرب كلهم، الذي تقلد التاج وأخضع قبيلتي أسد ونزار وملوكهم وهزم مذحج وقاد الظفر إلى أسوار نجران مدينة شمر وأخضع معدا واستعمل بنيه على القبائل ووكلهم فرسانًا للروم فلم يبلغ ملك مبلغه إلى اليوم. توفي سنة 223 في السابع من أيلول. وُفِّقَ بنوه للسعادة».
- 4: تعرف اللغة العربية كتابات متواترة بحروف غير الحروف العربية، كحروف الأبجدية السريانية—كرشوني، الكتابة البنغالية.[192]
 ثم الأبجديتين السامرية والعبرية.[193][194]
- 5: لا تأخذ اللغة الألمانية بكلمة «قطن» العربية، بل تعتمد كلمة Baumwolle التي تعني حرفيًا «صوف الشجرة»، كذلك لا تستخدم اللغة التركية كلمتيّ «قطن» و«غزال» العربيتين، بل Pamuk وCeylan على التوالي.

## وصلات خارجية
- اليعبودي، خالد. ترجمة المصطلح بالمعجم اللساني الثنائي والمتعدد اللغات: بين التقييم والتأسيس.
- لوحة مفاتيح عربية مع تعريب: لوحة مفاتيح افتراضية وتعريب من الإنكليزية.
- تعريب جوجل.
- الجذور العربية للغة الإنجليزية برنامج تلفازي ثقافي أردني ـ عراقي مشترك، جريدة الشرق الأوسط، 16 أكتوبر 2001.